# Bauwerke in der Stadt Münchberg
Dieser Artikel beschreibt die markanten Bauwerke in der Stadt Münchberg im Landkreis Hof in Oberfranken.

## Sakralbauten

### Evangelisch-lutherische Stadtkirche Peter und Paul

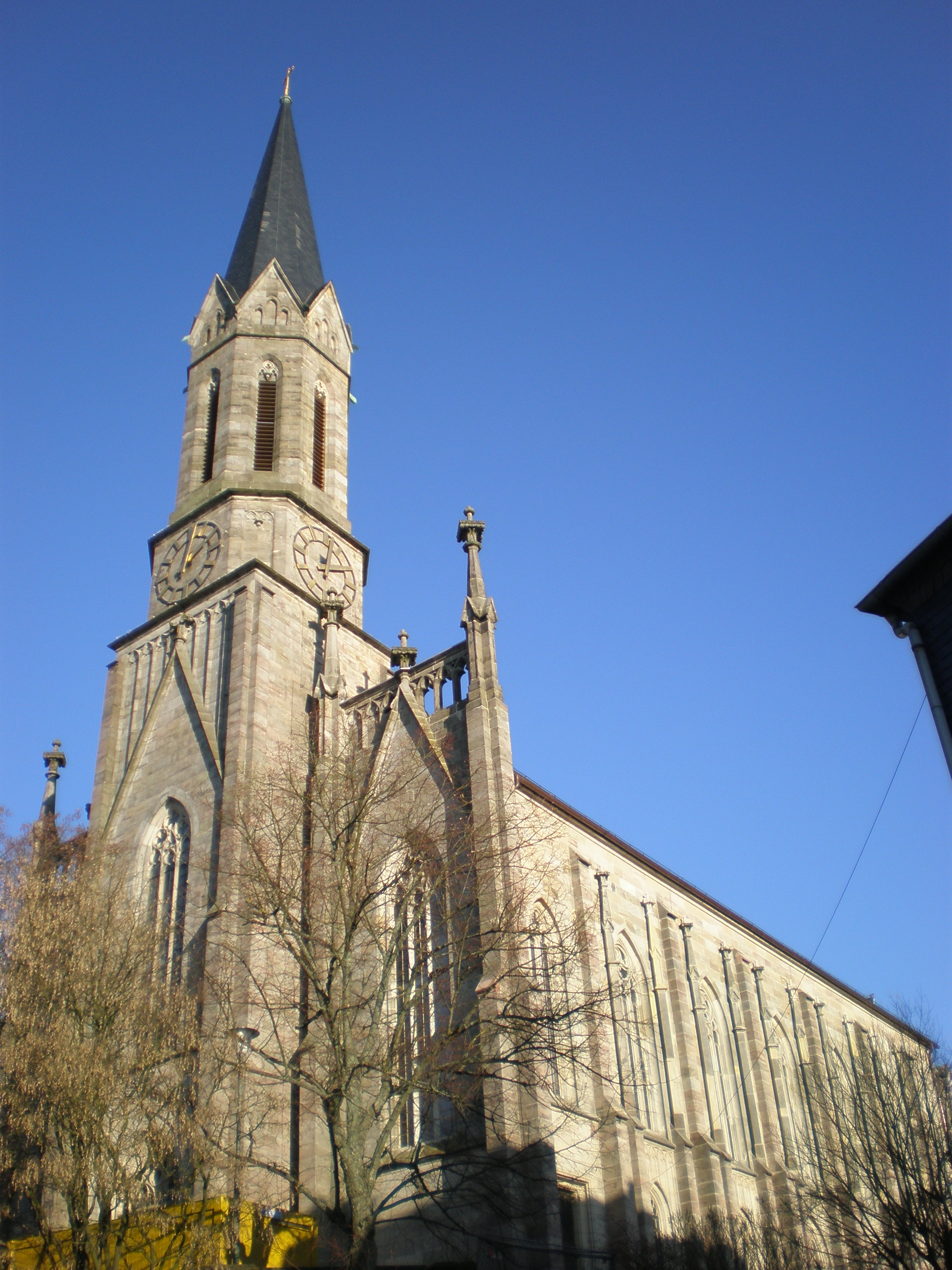
Stadtkirche in Münchberg

Die 1867–1872 von Karl Kaufmann als neugotischer Sandsteinquaderbau errichtete evangelisch-lutherische Stadtkirche Peter und Paul ist der sechste Bau an diesem Standort. Da Münchberg bereits im Jahre 1308 einen ersten Geistlichen erhielt, kann man davon ausgehen, dass damals bereits eine Kirche oder Kapelle bestand. Mulzer vermutet, dass erst nach Gründung des Marktes Münchberg eine kleine Kapelle errichtet wurde. Karl Dietel geht sogar so weit, dass schon im 12. Jahrhundert ein Gotteshaus existierte, um die dort ansässigen Christen versorgen zu können, und bezieht sich dabei auf die Gründung der Pfarrei um 1240. Urkundlich ist erstmals im Jahr 1388 von einer Kirche die Rede, als ein Marienaltar für das Münchberger Gotteshaus erwähnt wurde. Diese Kirche wurde beim Hussitenstum 1430 beschädigt. Der Nachfolgebau wurde beim Stadtbrand 1534 zerstört, allerdings bis 1537 weitgehend wieder aufgebaut. Im Jahr 1562 drohte der Turm einzustürzen, woran später ein Steinblock am Turm erinnerte. Von 1702 bis 1709 folgte ein kompletter Neubau der Stadtkirche, der allerdings im Jahre 1729 dem nächsten Brand zum Opfer fiel. 1731 wurde unter Markgraf Georg Friedrich Karl wiederum mit einem Neubau begonnen, der 1734 vollendet war. Der mit einem Umlauf versehene, weiß getünchte Zwiebelturm brannte 1837 ab und im Jahre 1842 begann man mit dem Neubau des Turmes an der Westfassade. Die Bauarbeiten wurden ein Jahr später eingestellt, da sich die Fundamentierung als unzureichend erwiesen hatte. 1864 begann der Abbruch des gesamten Gotteshauses. 1867 wurde der Grundstein der heutigen Kirche gelegt.
Die neue Stadtkirche wurde nach den Vorgaben Kirchenneubau in Oberfranken geplant und ausgeführt. Die Kirche besitzt sieben Eingänge; am Haupteingang befindet sich die 1933 errichtete Taufkapelle. Vom 1837 abgebrannten Vorgängerbau wurden der Engel am Chorraumbogen und der Taufengel übernommen. Der 1931 mit Hilfe einer Stiftung erworbene neugotische Altar ist eine Nachbildung eines Werkes von Veit Stoß. Die Kanzel wurde zweimal versetzt, was an den Spuren am Mittelpfeiler der Kirche erkennbar ist.
Ursprünglich war die Sakristei nicht ausgeführt worden: Bis zu ihrer Errichtung zu Beginn des 20. Jahrhunderts wurde das Treppenhaus an der Nordostseite dafür benutzt. Über den Seitenschiffen wurden Dachfenster angebracht und in die Mauern Lichtschächte gebrochen, damit das Sonnenlicht in die Kirche einfallen konnte. Anfang des 20. Jahrhunderts wurden die Schächte zugemauert, weil sie undicht geworden waren; die Dachfenster sind noch vorhanden.
Das ursprüngliche Steingewölbe der Decke musste wegen statischer Probleme 1893/1884 durch ein leichteres Holzbalkengewölbe ersetzt werden.
Wegen falsch zugehauener Steinquadern und eines fehlerhaften Fundaments, das das Gewicht des Turmes angeblich nicht hätte tragen können, wurden die Arbeiten am 70 Meter hohen Turm längere Zeit eingestellt, bis er 1872 ohne Verstärkung des Fundaments fertig gestellt wurde. Bei der Untersuchung des Fundaments im Jahr 2006 stieß man auf keine Auffälligkeiten, die auf ein Sicherheitsrisiko hingewiesen hätten. Allerdings brachen in den letzten fünf Jahren mehrmals kleinere Steinblöcke aus dem Mauerwerk.
Bereits vor Vollendung des Turmes wurden 1869 die Glocken, die 32 Jahre lang in einem hölzernen Glockenhaus auf dem Kirchplatz hingen, im neuen Turm installiert. 1872 wurde die erste Turmuhr aus Schmiedeeisen installiert, die bis 1926 die Zeit anzeigte. Ein Jahr später lieferte die Turmuhrenfabrik Georg Rammensee aus Gräfenberg ein neues Werk aus Gusseisen und erneuerte die Zifferblätter. Dieses Werk befindet sich noch heute im Turm, wurde aber mittlerweile mit einem Funkwerk ausgestattet. Die Kirche wurde 1960 erstmals renoviert, wobei die purpurnen Rosen der Deckenbemalung übertüncht wurden. Eine erneute Renovierung dauert seit 2006 an.
Die Glocken der Stadtkirche, die während des Zweiten Weltkriegs zum Einschmelzen abgenommen worden waren, konnten nach dem Krieg auf dem Glockenfriedhof bei Hamburg ausfindig gemacht und zurückgeholt werden.
Der neugotische Altar und die Kanzel von Ferdinand Behringer wurden 1872 angeschafft. Der 1734 gefertigte Altar von Johann Gabriel Räntz, die Kanzel von 1723 des gleichen Meisters und die im 18. Jahrhundert erworbene Orgel waren verlorengegangen. Nennenswert sind der im 19. Jahrhundert angefertigte Taufengel aus Holz und der Holzengel am Chorbogen um 1733. Sein Gegenstück ging ebenfalls verloren. Ein hölzernes Wappenrelief des Markgrafen
Georg Friedrich Karl zu Brandenburg-Bayreuth (1726–1735) war in der barocken Kirche von den beiden Engeln eingerahmt. Das Wappenrelief befindet sich jetzt über dem Haupteingang, flankiert von zwei Gedächtnistafeln für die Gefallenen der beiden Weltkriege. Ein Kriegerdenkmal aus dem Jahre 1926 für die Toten des Ersten Weltkrieges, zu dem auch der jetzt an der linken Empore angebrachte Erzengel Michael gehörte, wurde nach 1945 durch diese Tafeln ersetzt.
Die ehemalige Orgel war ein Werk der Firma Steinmeyer und wurde 1954 für die Lutherkirche Remscheid erbaut. Unter Beratung von Hans Klotz wurde sie 1974 nach Münchberg umgesetzt. 2012 wurde die Orgel anlässlich einer Kirchenrenovierung vollständig ausgebaut und eingelagert. Ursprünglich war eine Sanierung vorgesehen, nach mehreren Gutachten wurde jedoch beschlossen, das problematische Instrument aufzugeben und einen Neubau anzustreben. Dazu wurde u. a. ein Orgelförderverein gegründet. Als Interimsinstrument steht seitdem eine gebrauchte Digitalorgel (Rodgers Trillium) zur Verfügung. 2021 stand die viermanualige Beckerath-Orgel der Laeiszhalle Hamburg von 1950 wegen eines geplanten Neubaus zum Verkauf und Münchberg erhielt für einen symbolischen Preis den Zuschlag. Umsetzung und Aufbau mit verschiedenen Modifikationen und Erweiterungen wird 2023/2024 durch Fa. Beckerath durchgeführt. Neu gebaut werden u. a. zwei Spieltische. Auch ein neues Gehäuse ist vonnöten, da das alte von Walcker in der Laeiszhalle verbleibt, um den erhaltenen Prospekt für eine entsprechende Rekonstruktion der Orgel nutzen zu können. Die Fertigstellung in Münchberg ist für Ende 2024/Anfang 2025 geplant.

### Evangelisches Pfarrhaus

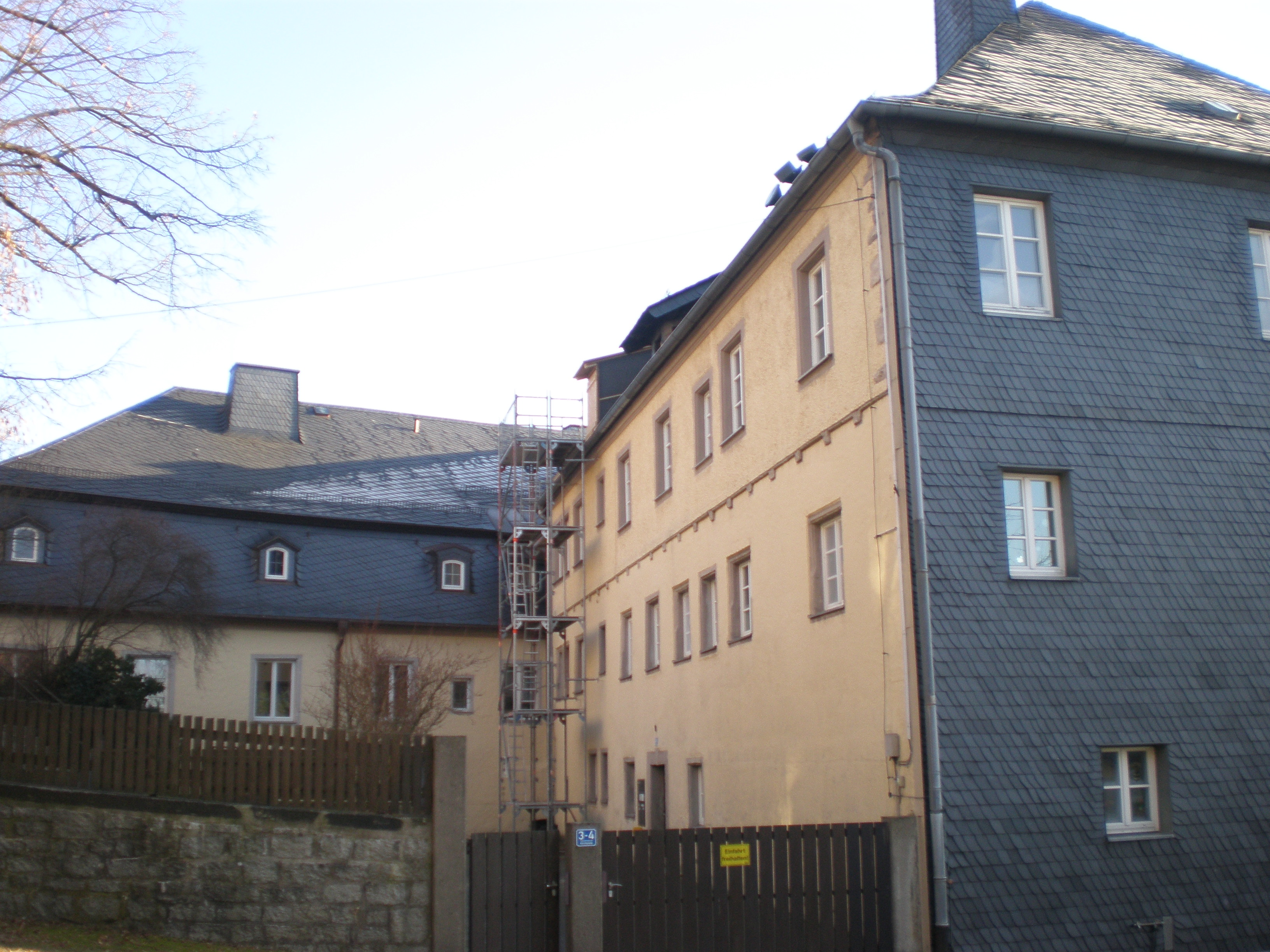
Evangelisches Pfarrhaus in Münchberg

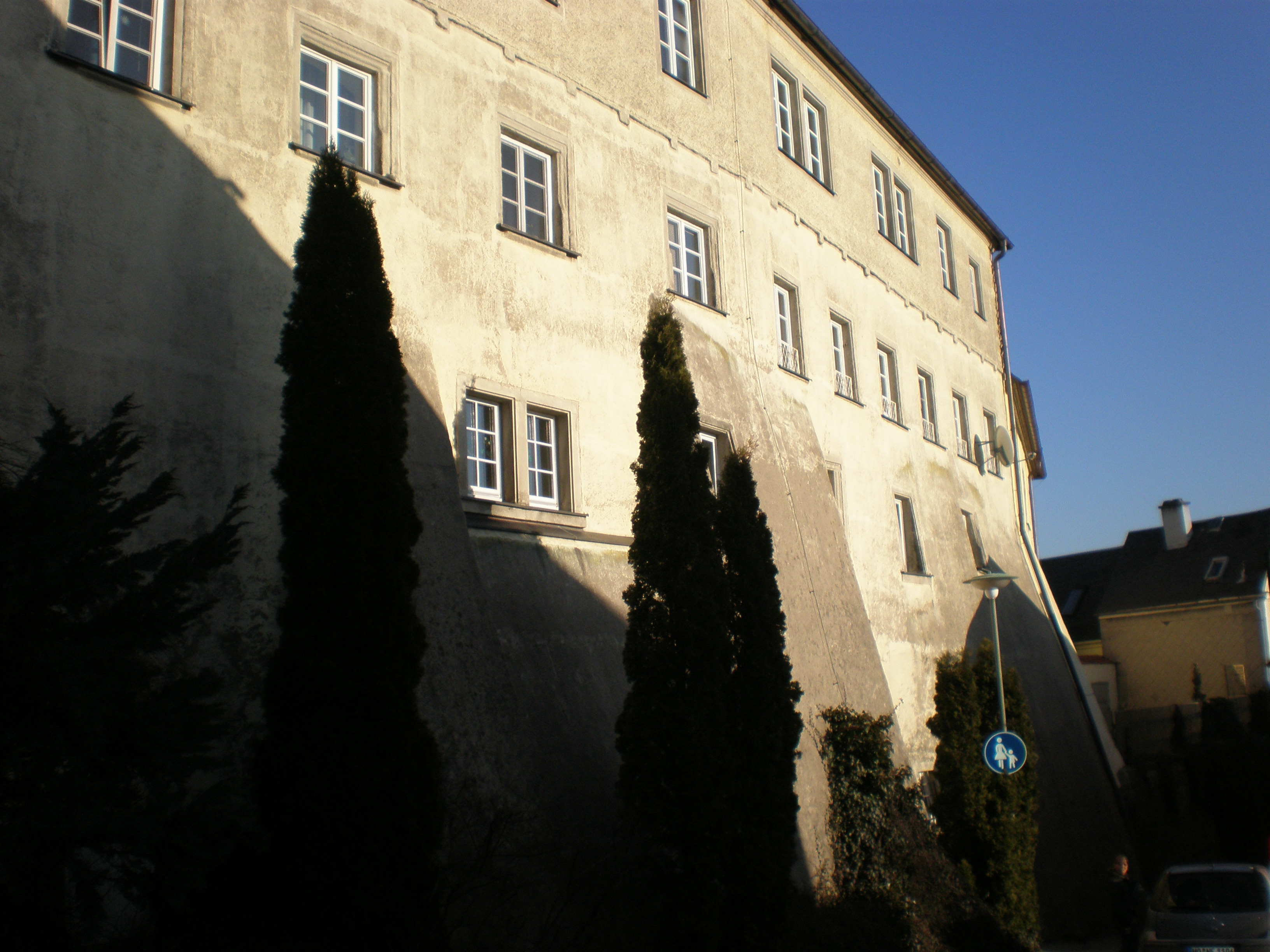
Reste der Münchberger Stadtmauer

Das Pfarrhaus am Kirchplatz wurde bereits 1570 über einem mittelalterlichen Kern errichtet. Nach den Zerstörungen des Dreißigjährigen Krieges wurde es erst 1654 notdürftig repariert und nach dem Brand von 1701 ebenfalls nur provisorisch wiederhergestellt; 1718 wurde es komplett renoviert. Von 1756 bis 1766 wurde der Ostflügel nach Norden und Osten vergrößert und der Südflügel in Stand gesetzt. 1919/20 erhielt es ein zweites Obergeschoss.
An der ostseitigen Fassade befinden sich im Erdgeschoss fünf Bögen und in den Obergeschossen je zwölf Fenster. Da sich das Gebäude auf einem niedrigeren Niveau befindet als die Stadtkirche, ist vom Gotteshaus her ein direkter Zugang in das Obergeschoss möglich. Dieser Eingang wurde als Portalvorbau mit Flachgiebel und einem korbbogigen Fenster ausgeführt. Der Türstein ist ein abgerundeter Haustein und im Scheitelstein sind die Initialen FC (Friedrich Christian Markgraf von Brandenburg-Bayreuth) eingraviert. Im Obergeschoss befinden sich mehrere Räume mit gewölbter Decke. Der Nordwestteil enthält einen Kapitelsaal mit geschwungenem Rahmenschmuck aus Stuck, wie er auch in der östlichen Zimmerflucht zu finden ist. Die Decke des nördlichen Zimmers ist mit stuckiertem Blumenschmuck versehen. Daran schließt sich ein korbbogig geöffneter Alkoven mit einem Zimmer an. An der Fassade des Südflügels sind die Worte REPARIRT ANNO 1684 zu erkennen und unter dem Westteil befindet sich ein tonnengewölbter mittelalterlicher Keller. Der Ostflügel besitzt ein Mansarddach, der Südflügel ein abgewalmtes Dach. Im ganzen Haus befinden sich Kreuzgrat- und Tonnengewölbe. Im Untergeschoss sind Reste der in der Mitte des 18. Jahrhunderts abgerissenen Stadtmauer sichtbar.

### Evangelisch-lutherische Friedhofskirche zur Himmelspforte

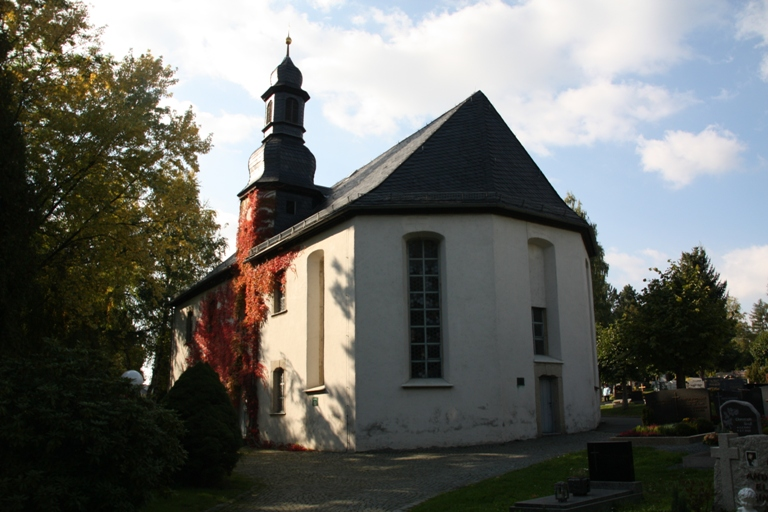
Friedhofskirche

In der Mitte des 16. Jahrhunderts verlegte man den Friedhof aus Angst vor Seuchen vor die Tore der Stadt. Die damals erbaute Kapelle wurde 1745 abgerissen und durch die heutige ersetzt. Im Jahre 1806 wurde die Kirche als Munitionsmagazin zweckentfremdet, sodass sie 1818 renoviert werden musste.
Die Friedhofskirche steht im Südteil des Städtischen Friedhofs. Der Saalbau hat vier Achsen und ein 5/8-Schluss-Kreuzgratgewölbe sowie stichbogige Fenster. Das Dach über der verputzten und weiß gestrichenen Fassade ist abgewalmt und läuft auf einen in das Dach einschneidenden Turmaufbau zu, der aus einer geschwungenen Kuppel mit einer Laterne besteht.
Den Innenraum umlaufen an drei Seiten zweigeschossige Holzemporen im toskanischen Stil mit gedrehten Holzbalustern. Die 1748 gefertigte und 1926 erneuerte Stuckverzierung weist an einigen Stellen Puttenköpfe auf. Über dem Altar von 1749/50 befindet sich die Himmelspforte mit dem Auge Gottes, von der die Kirche ihren Namen hat.
Die Orgel wurde 1861/1862 im Stil der Neurenaissance erbaut. Das Gestühl stammt aus der ersten Hälfte des 19. Jahrhunderts.
Eine Holzfigur des Auferstandenen wird in das 17. Jahrhundert datiert. An der Außenseite der Kirche sind Epitaphien angebracht, deren Gegenstücke das Germanische Nationalmuseum Nürnberg besitzt. Sie stammen vom 16. bis 18. Jahrhundert.
Die Butzenscheiben, die die Münchberger Handwerkskünste darstellten, wurden 1926 durch schlichte Scheiben ersetzt.
An den Außenseiten befinden sich zahlreiche Grabdenkmäler des 16. bis 18. Jahrhunderts aus Wunsiedler Marmor.

### Katholisches Pfarrhaus

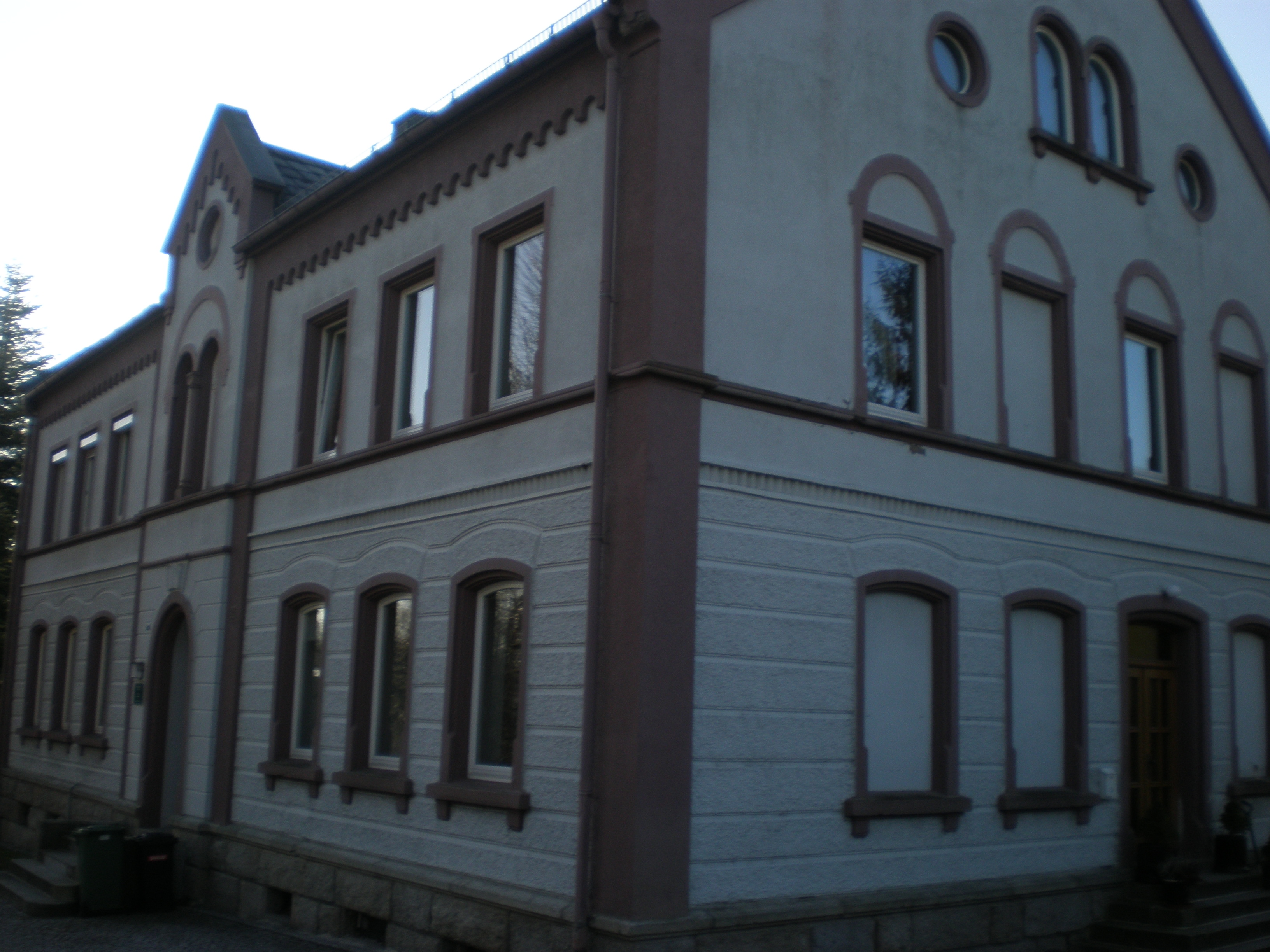
Katholisches Pfarrhaus in Münchberg

Münchberg war über Jahrhunderte fast rein evangelisch und besaß deshalb auch kein katholisches Gotteshaus. Die wenigen Katholiken wurden in dieser Zeit von der Wallfahrtspfarrei Marienweiher betreut, was einen Fußmarsch von knapp drei Stunden zum Gottesdienstbesuch bedeutete. Als in der Mitte des 19. Jahrhunderts mit dem Bahnbau in Münchberg begonnen wurde, kamen auch mehr Katholiken in die Stadt, die 1893 den Katholischen Kirchenverein mit dem Ziel gründeten, in Münchberg eine Kirche zu errichten.
Ein Jahr später wurde das im neuromanischen Stil entstandene Bethaus in der Webergasse eingeweiht. Es enthielt schon damals eine Wohnung für den ständigen Seelsorger der Kuratie; der erste Geistliche, Heinrich Schneider, zog allerdings erst 1895 dort ein. Nach der Fertigstellung der katholischen Kirche zur Heiligen Familie (siehe dort) wurde das Gebäude als Pfarrhaus umgewidmet.
Das Gebäude besitzt an der Längsseite sechs Fensterachsen. Das Erdgeschoss mit Rundbogenfenstern wurde in Sichtmauerwerk ausgeführt. Das Obergeschoss weist hingegen rechteckige Fensteröffnungen auf, die auf der Stirnseite mit Rundbögen aus Gips umrahmt sind. Die beiden Geschosse sind durch ein Gurtband voneinander getrennt. Im Giebel direkt über dem Eingang auf der Längsseite sind eng nebeneinander zwei Rundbogenfenster durch eine Säule getrennt, darüber befindet sich ein kleines rundes Fenster. Ein die Stirnseiten umlaufendes Band mit kleinen halbkreisförmigen Aussparungen an der Unterseite verläuft auch im Giebel weiter. An der Stirnseite befinden sich im zweiten Obergeschoss ebenfalls zwei durch eine Säule voneinander getrennte Fenster, die von zwei runden Öffnungen eingerahmt sind. Das Gebäude besitzt ein Satteldach.

### Katholische Pfarrkirche Zur Heiligen Familie

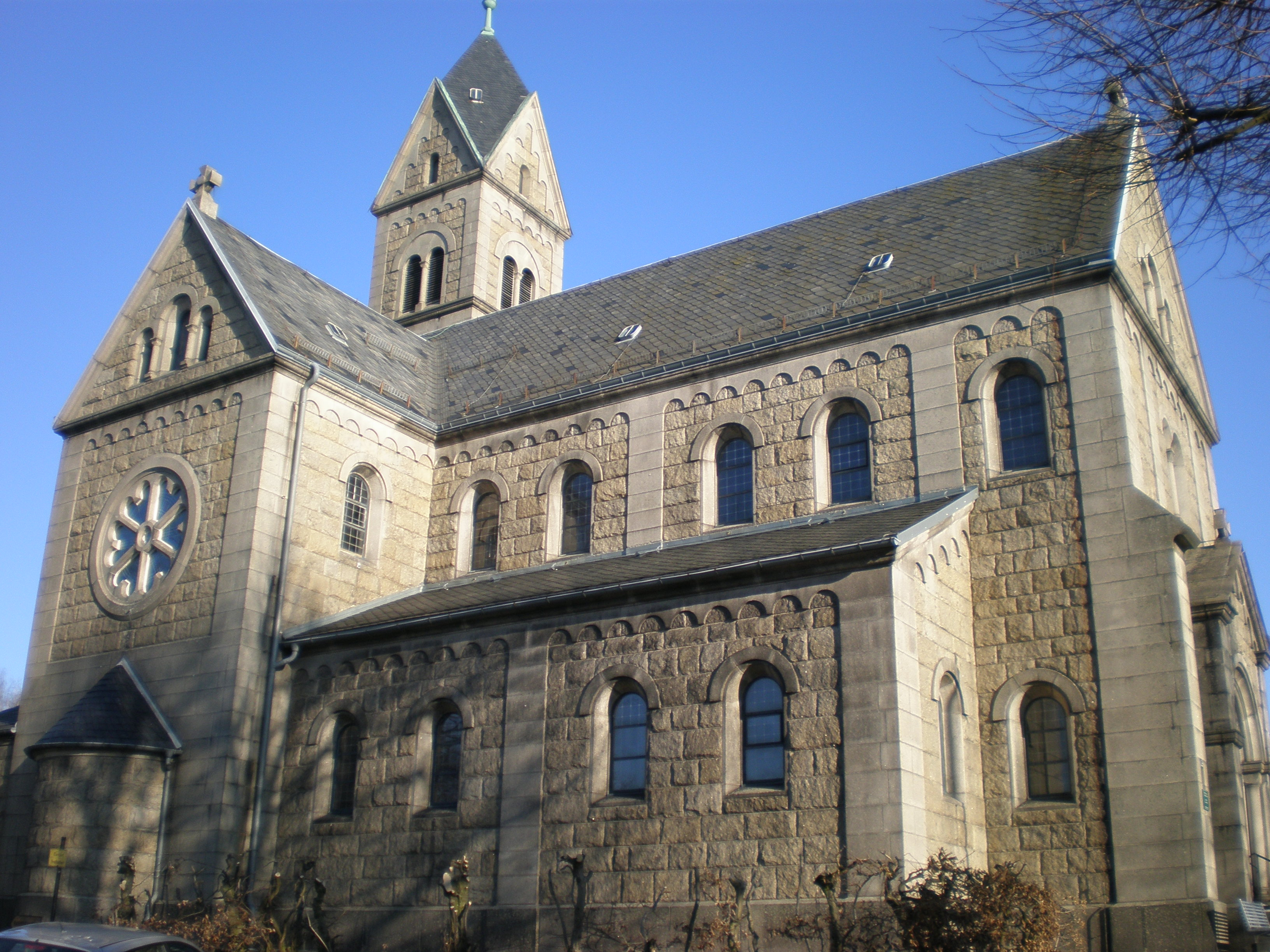
Katholische Kirche in Münchberg

Die Kirche wurde 1905 im neuromanischen Stil errichtet und am 16. Dezember 1906 geweiht. Der 1920 aus Muschelkalk gefertigte Altar zeigt in vier Jugendstilszenen die Geburt Jesu, die Anbetung der Weisen, die Flucht nach Ägypten und den Jesusknaben im Tempel. Er enthält Reliquien der Heiligen Amanda und Urban. Über dem Chorgewölbe befindet sich eine Kreuzigungsgruppe und an den Seitenwänden seit 1962 ein Kreuzweg. Ein Marienbildnis auf der rechten Seite des Querhauses stammt aus der Zeit der ersten katholischen Gottesdienste nach der Reformation in der Stadt; eine Antoniusstatue steht in der hinteren Ecke. Am Eingang ist das alte Taufbecken aufgestellt. Aufgrund des Zweiten Vatikanischen Konzils wurden Umbauarbeiten an der Kirche notwendig. So wurde ein Volksaltar eingebaut; die Beichtstühle wurden durch Beichtkammern aus der ehemaligen Sakristei im Bethaus, dem heutigen Pfarrhaus, ersetzt. Eine neue Sakristei mit Jugendräumen entstand im Keller. Die bunte Bemalung von 1929 wurde übertüncht; die Kirchenbänke wurden durch bewegliche Stühle ersetzt. An Stelle der bemalten Altarfenster im Nazarenerstil wurden einfache Scheiben eingesetzt. Die Einweihung der neuen Ausstattung erfolgte am 7. Oktober 1973. 1998 wurde die Steinmeyer-Orgel von 1914 durch eine neue ersetzt. Die schweizerische Firma Metzler fertigte ein 14-registriges Werk. Die im Ersten Weltkrieg eingeschmolzenen Glocken wurden 1922 durch neue Stahlglocken ersetzt.

## Profanbauten

### Rathaus

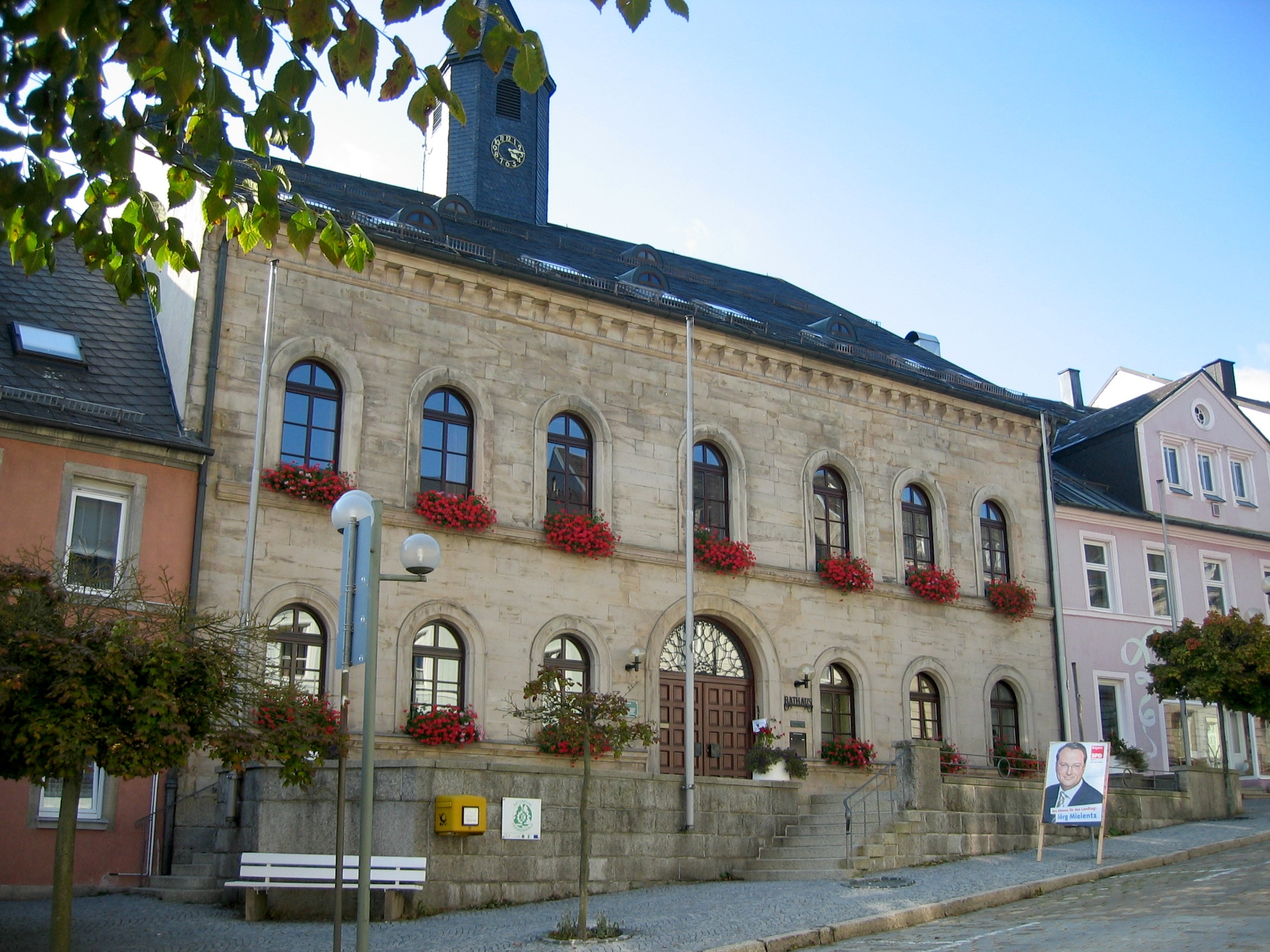
Rathaus in Münchberg

Das zweigeschossige Traufseithaus in der Ludwigstraße wurde 1840 von Erhard Krauß und Peter Flessa aus Sandsteinquadern errichtet. Bauleiter war der Baupraktikant Simon. Die Fenster mit profilierten Gurtbändern und das Portal sind rundbogig. An der rechten Seite des Portals sind Eisenstäbe als Maße für Elle und Fuß angebracht. Über einem Konsolgesims erhebt sich das Dach mit einem Dachreiter. Dieser besitzt rundbogige Schallfenster und einen verschieferten Turmhelm.
Im Südwestraum des Erdgeschosses befindet sich ein Segelgewölbe. Dieses besteht aus zwei breiten Bögen, die einen 90-Grad-Winkel bilden. Die Formen in den Zwischenräumen gleichen geblähten Schiffssegeln.
Vor 1630 stand das Rathaus weiter unten in der Ludwigstraße. Nach dem Brand von 1637 wurde es an der heutigen Stelle neu gebaut und nach dem letzten großen Stadtbrand 1837 mit dem südlich angrenzenden Haus erweitert, wodurch die Straßenseite breiter wurde. Im Dachgeschoss befand sich der Speicher für das markgräfliche Zehntgetreide.

### Landratsamt

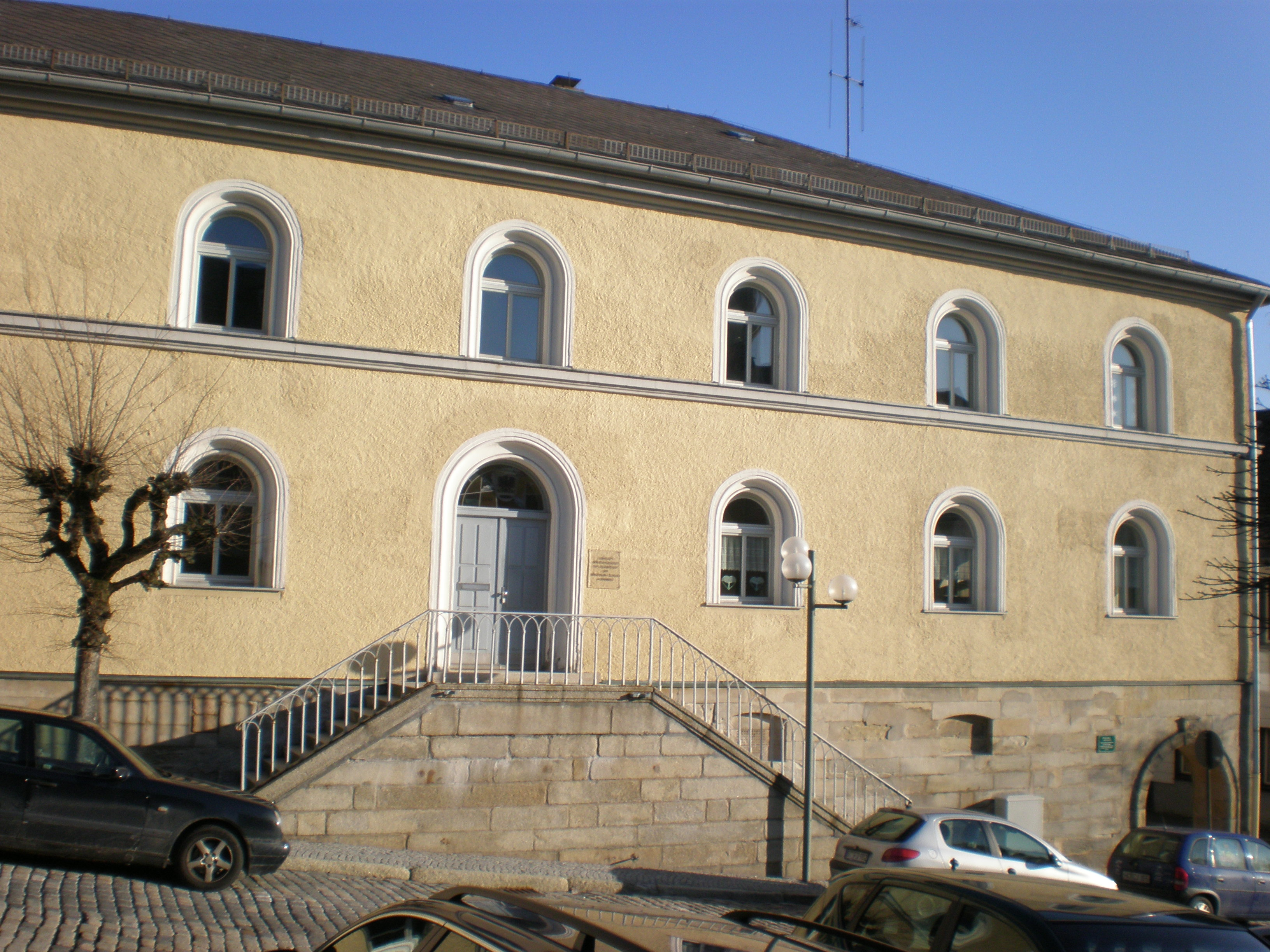
Ehemaliges Landratsamt Münchberg

Das Gebäude in der Ludwigstraße wurde 1839 als klassizistischer Bau mit Walmdach von Erhard Krauß erbaut. Das zweigeschossige verputzte Haus besitzt ein hohes Sockelgeschoss aus Sandsteinquadern und unter den Fenstern im Obergeschoss ein profiliertes Gurtband. Das über eine doppelläufige Freitreppe zu erreichende Portal und die Fenster sind rundbogig.
Im Jahre 1962 wurden im Untergeschoss zur Amtsgasse hin Arkaden eingebaut. Heute beherbergt das Gebäude eine Außenstelle der Berufsfachschule für Sozialpflege Ahornberg sowie eine Geschäftsstelle der Agentur für Arbeit sowie des Jobcenters Hof-Land.

### Amtsgericht
Das 1862 erbaute Gebäude in der Hofer Straße beherbergte von 1862 bis 1974, als der Landkreis Münchberg in den Landkreis Hof integriert wurde, das später in Amtsgericht umbenannte Königliche Landgericht.

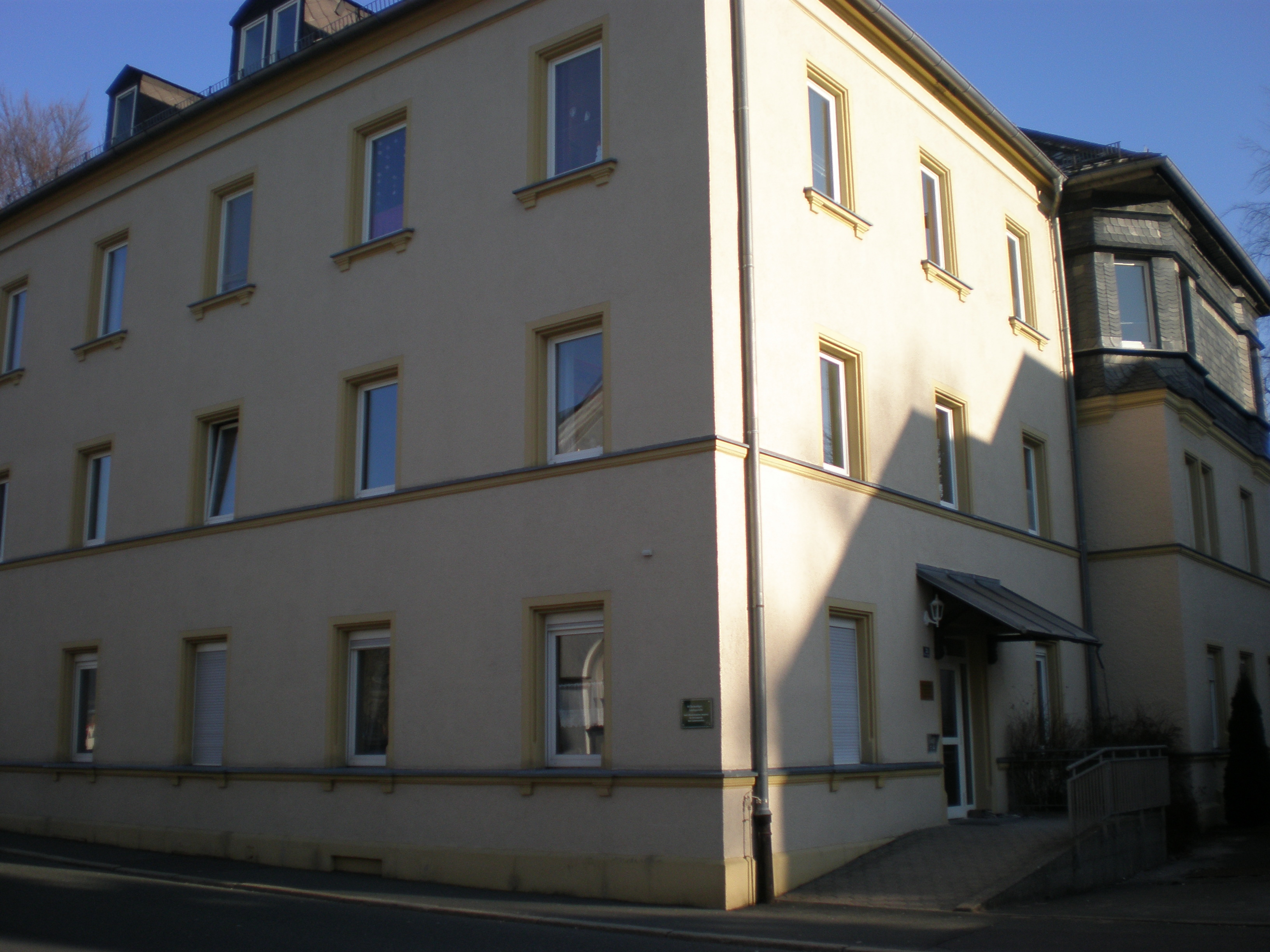
Das Amtsgericht in Münchberg

 Danach wurde das Gebäude in ein Studentenwohnheim umgebaut.
Das ursprüngliche Gebäude ist durch einen dreistöckigen Anbau verdeckt. An der von der Straße aus einsehbaren Seite besitzt es im Erdgeschoss drei rechteckige Fenster, im ersten Obergeschoss sind sie unregelmäßig angeordnet. Die beiden Stockwerke werden durch ein Gurtband getrennt. Das erste Obergeschoss wird durch ein doppeltes Gurtband bekrönt. Darüber schließt sich ein verschiefertes zweites Geschoss an, das an den Ecken dreiseitige Erker aufweist. Dort umlaufen drei Gurtbänder das Gebäude, das durch ein Schopfwalmdach abgeschlossen wird.
Der dreigeschossige Anbau an der Straßenseite greift die beiden Gurtbänder im Erdgeschoss und im ersten Stock auf. Die Fenster im obersten Geschoss weisen Verzierungen an den Unterkanten auf.
Das Gebäude besitzt ein Walmdach mit einem einfachen und einem doppelten Giebel an der Straßenseite.
Der ehemalige Galgen stand in Sichtweite der Hofer Straße auf dem Gelände des heutigen Stadtparks.

### Rentamt

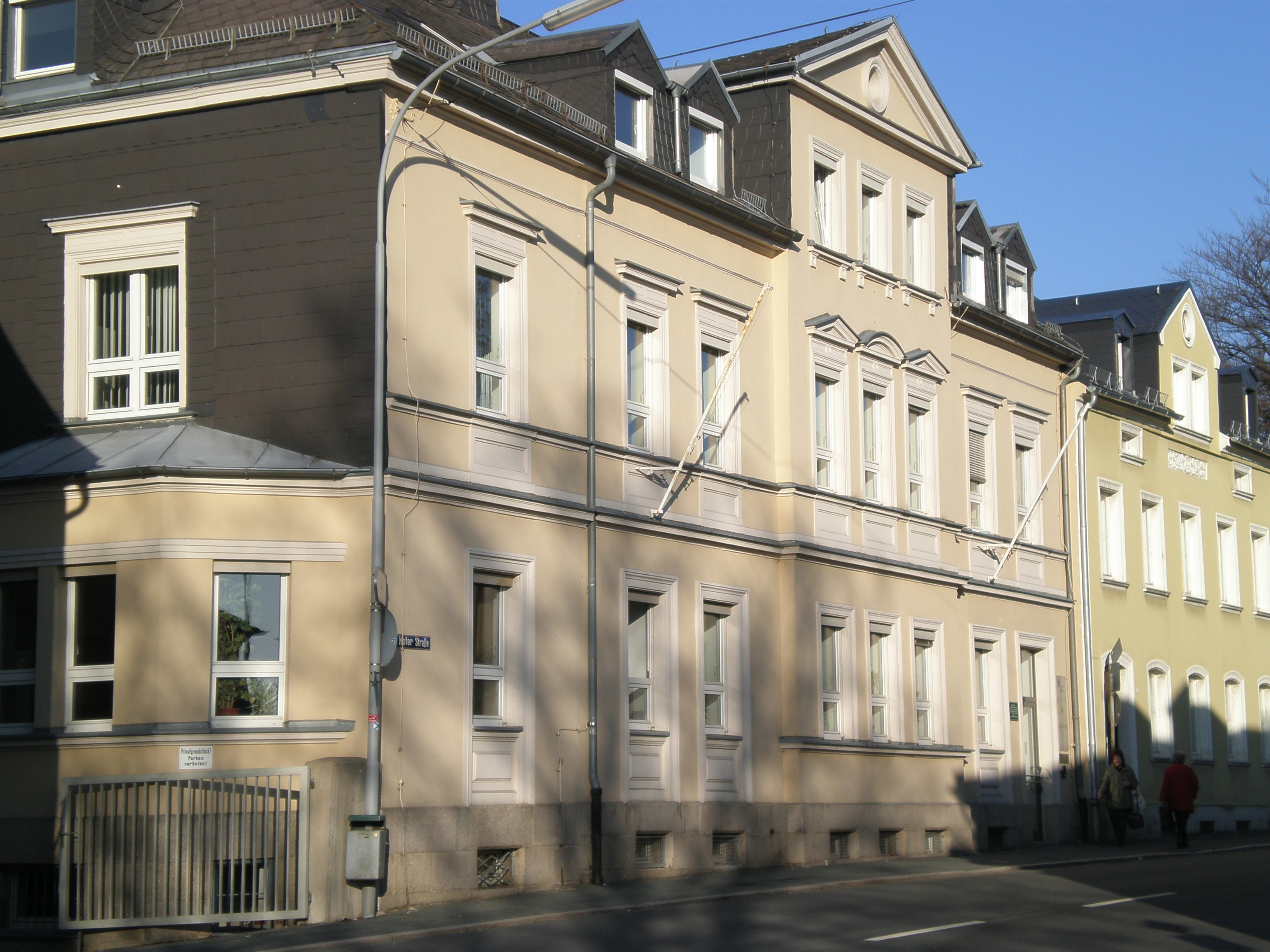
Ehemaliges Rentamt in Münchberg

Im Jahre 1775 baute der Kammerrat Achatius Vogel das erste Amtshaus für den Kastner in der Ludwigstraße 13. Der Bau verschlang 1600 Gulden. Er verkaufte ihn 1783 an den Markgrafen für den gleichen Betrag und erhielt für die in den Felsen gegrabenen Keller zusätzlich eine Entschädigung in Höhe von 78 ½ Gulden. Nach dem letzten großen Stadtbrand von 1837 wurde das Kastenamt in die Hofer Straße 12 und 1894 in die Hofer Straße 1 verlegt. Heute befindet sich das Finanzamt in dem Gebäude.
Das an einer kleinen Anhöhe stehende Gebäude hat im Erdgeschoss sieben, im ersten Stock acht Fensterachsen an der Straßenfront. Im Erdgeschoss krönen die Fenster kleine, in das Mauerwerk eingelassene Gipstafeln mit ineinander gestapelten Rechtecken. Diese fehlen bei den drei Fenstern im Risalit. Im ersten Obergeschoss wurden diese Formen bei allen Fenstern wieder aufgegriffen, wobei die Tafeln etwas kleiner sind. Die zwei äußeren Fenster im Risalit krönen spitze, das innere trägt einen rundbogigen Ziergiebel. Über den anderen befinden sich vorgekragte Bänder. Der Dreiecksgiebel über dem Risalit enthält drei kleinere Fenster mit je zwei quadratischen Kästchen an den unteren Ecken und darüber ein Rundfenster. Zwei Giebelgauben flankieren ihn rechts und links. An der Ostseite des Hauses ist ein Erdgeschosserker angebaut.

### Siebenbrüderhaus

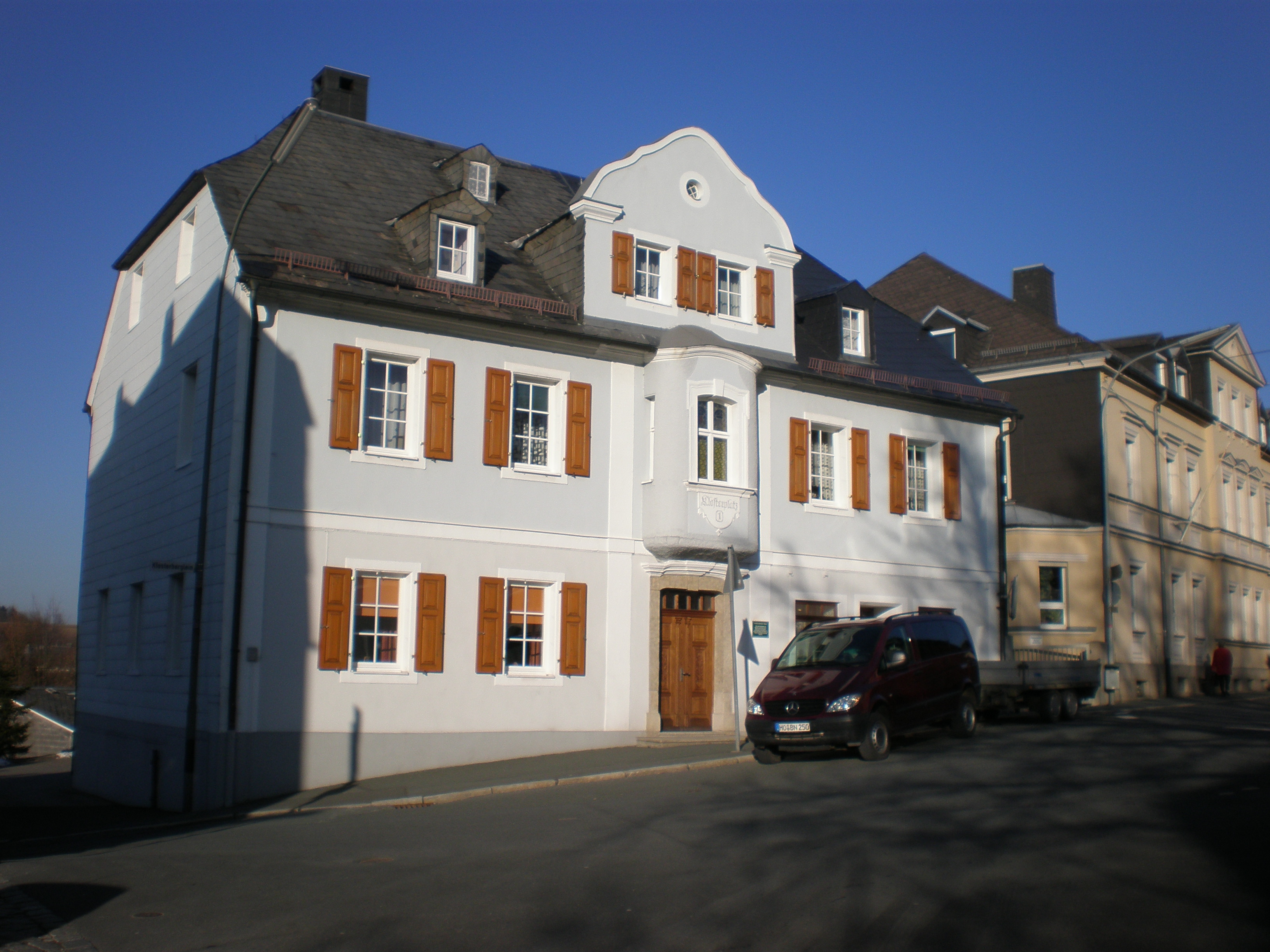
Siebenbrüderhaus

Das 1790 errichtete, zweigeschossige neubarocke Zwerchhaus am Klosterplatz besitzt ein Krüppelwalmdach mit drei zu fünf Achsen. Neben Ecklisenen und einem Gurtband mit Lisenen neben der mittleren Achse an der Front zum Klosterplatz hat es ein stichbogiges, profiliertes Gesims und am Obergeschoss einen neubarocken Erker mit zwei schmalen Fenstern an den Seiten. Vorne befindet sich eine korbbogige Fensteröffnung mit Butzenglas im unteren und Buntglas im oberen Teil. Eine Gipskartusche darunter trägt
die Hausnummer. Die Eingangstür ist mit Granitlaibungen eingefasst.
Am Dach befinden sich ein barocker Zwerchgiebel mit zwei kleineren Fensteröffnungen sowie vier Gauben. Zwei Fenster im Erdgeschoss und vier im Obergeschoss haben braune Fensterläden. Rechts von der Eingangstür befinden sich zwei Schaufenster.
Das alte Hospital in Münchberg wurde 1790 abgerissen und an seiner Stelle baute Stadtrichter Johann Jakob Dietsch den heutigen Bau als Siechenhaus. Nachdem man in der Nähe des heutigen Bahnhofes ein neues Hospital errichtet hatte, wurden im Siebenbrüderhaus ältere, gebrechliche, arme und arbeitsunfähige Bürger untergebracht. Die Betreuung übernahm ein Bettelvogt, der in der Stadt betteln durfte, um seinen Lebensunterhalt zu verdienen. Der Vorsteher, genannt Spitalmann, und die beiden Nachtwächter bewohnten ebenfalls das Haus und in Seuchenzeiten wurden darin die Seuchenkranken vor den Toren der Stadt gepflegt. Carl Zapf, Vater des Heimatforschers Ludwig Zapf, sah in dem Haus lange Zeit die Überreste des Münchberger Klosters. Den Namen Siebenbrüder, der sich aus Siechenbrüder entwickelt hatte, leitete er daraus ab, dass sich in Münchberg sechs Brüder und ein Propst aufgehalten haben sollen. Erst Karl Dietel räumte mit dieser Fehleinschätzung auf.

### Alte Poststation Hotel Schwarzer Adler

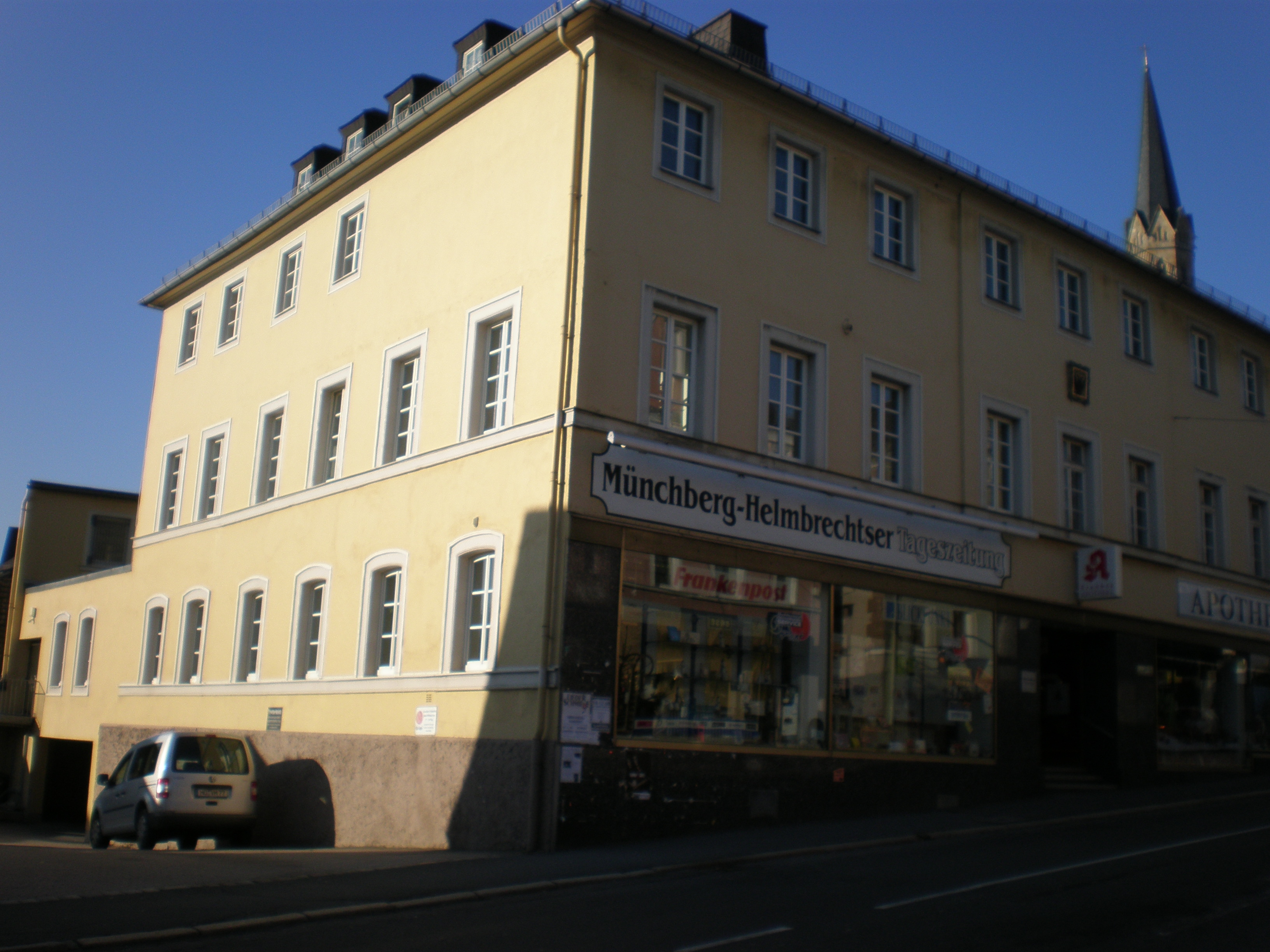
Hotel „Schwarzer Adler“ in Münchberg

Die Reitende Post, 1683 die erste Postverbindung zwischen Nürnberg und Leipzig, führte über die Große Heerstraße durch Münchberg. Sie schaffte am 28. September 1686 die 255 Kilometer in 67 Stunden, was eine große Anstrengung für die Pferde bedeutete. Zur Versorgung der Tiere und zur Verpflegung der Reisenden wurden entlang der Strecke Postillone stationiert und Poststationen eingerichtet. In Münchberg brachte man die Haltestelle im Hotel Schwarzer Adler unter. Postmeister war der Wirt.
Seit dem 23. Juli 1693 kamen viermal in der Woche Postkutschen an. Aus Dresden erreichte die Kutsche Münchberg freitags und montags jeweils um fünf Uhr früh, die aus Nürnberg kommende am Mittwoch und am Sonntag um fünf Uhr abends. Ab dem Jahre 1699 gab es zweimaligen Anschluss durch einen Postreiter und ab 1745 einen Zubringer von Pressath–Kemnath–Wunsiedel–Frankenhammer.
Das Gebäude wurde in der zweiten Hälfte des 18. Jahrhunderts zweigeschossig mit Giebeln und Walmdach errichtet. 1954 wurde es aufgestockt. Ein Blechadler über dem Eingang stammt von einem früheren Gebäude um 1777.
Die heutige Straßenfront des Gebäudes in der Bahnhofstraße hat neun Fensterachsen auf drei Stockwerken. Im Erdgeschoss sind eine Apotheke und die Geschäftsstelle der Frankenpost untergebracht. Im Erdgeschoss der Südseite befinden sich rundbogige Fenster. Die Straßenfront in der Kulmbacher Straße (nicht auf dem Foto einsehbar) wurde durch einen Anbau in der Mitte des 20. Jahrhunderts stark verändert. Der ursprüngliche Bau hatte vier Fensterachsen. An der auf der Abbildung einsehbaren Südfassade weist das Gebäude im ersten und zweiten Stockwerk jeweils sechs, im dritten Stockwerk vier Fenster auf.

### Bahnhof

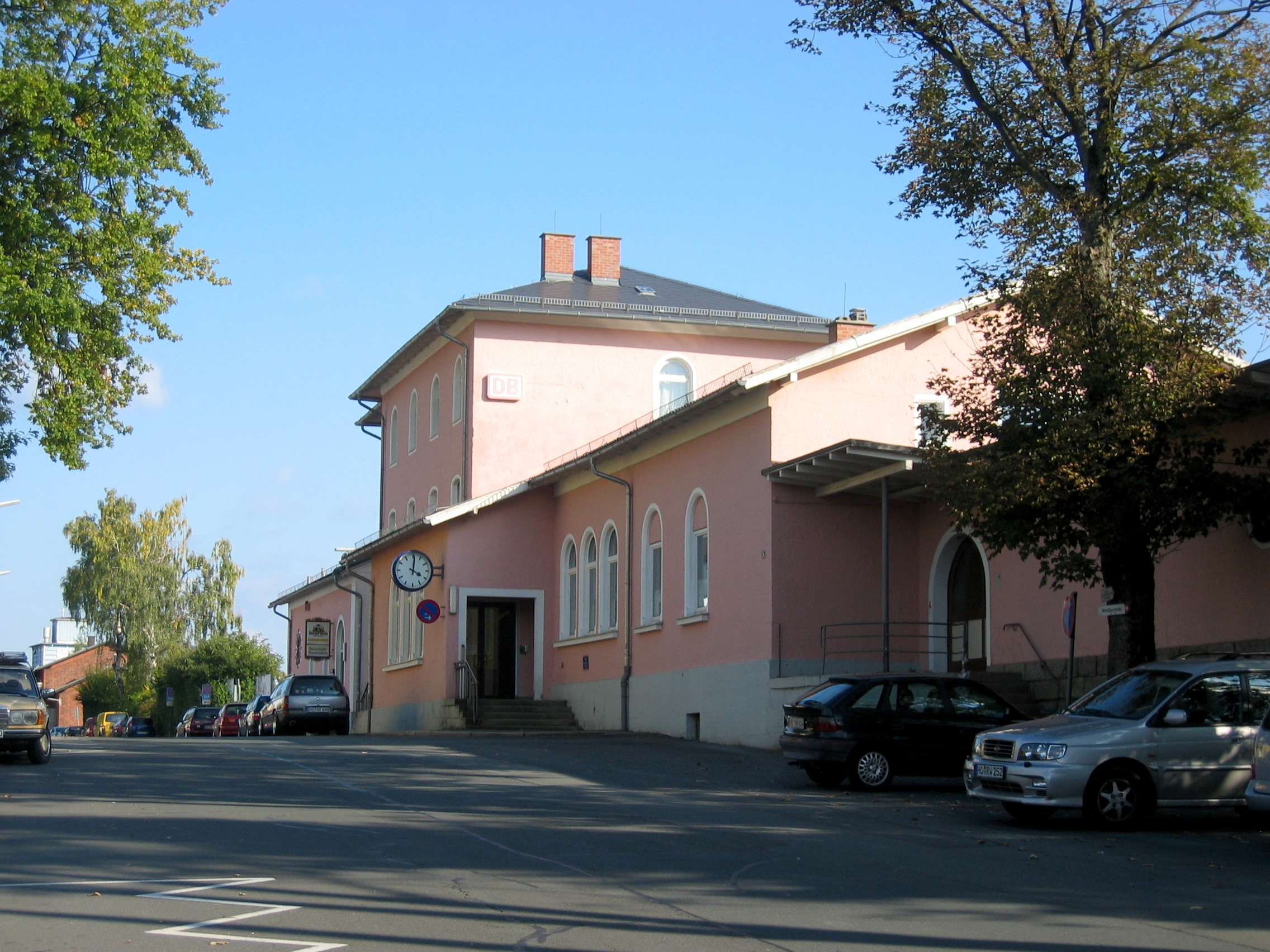
Münchberger Bahnhof

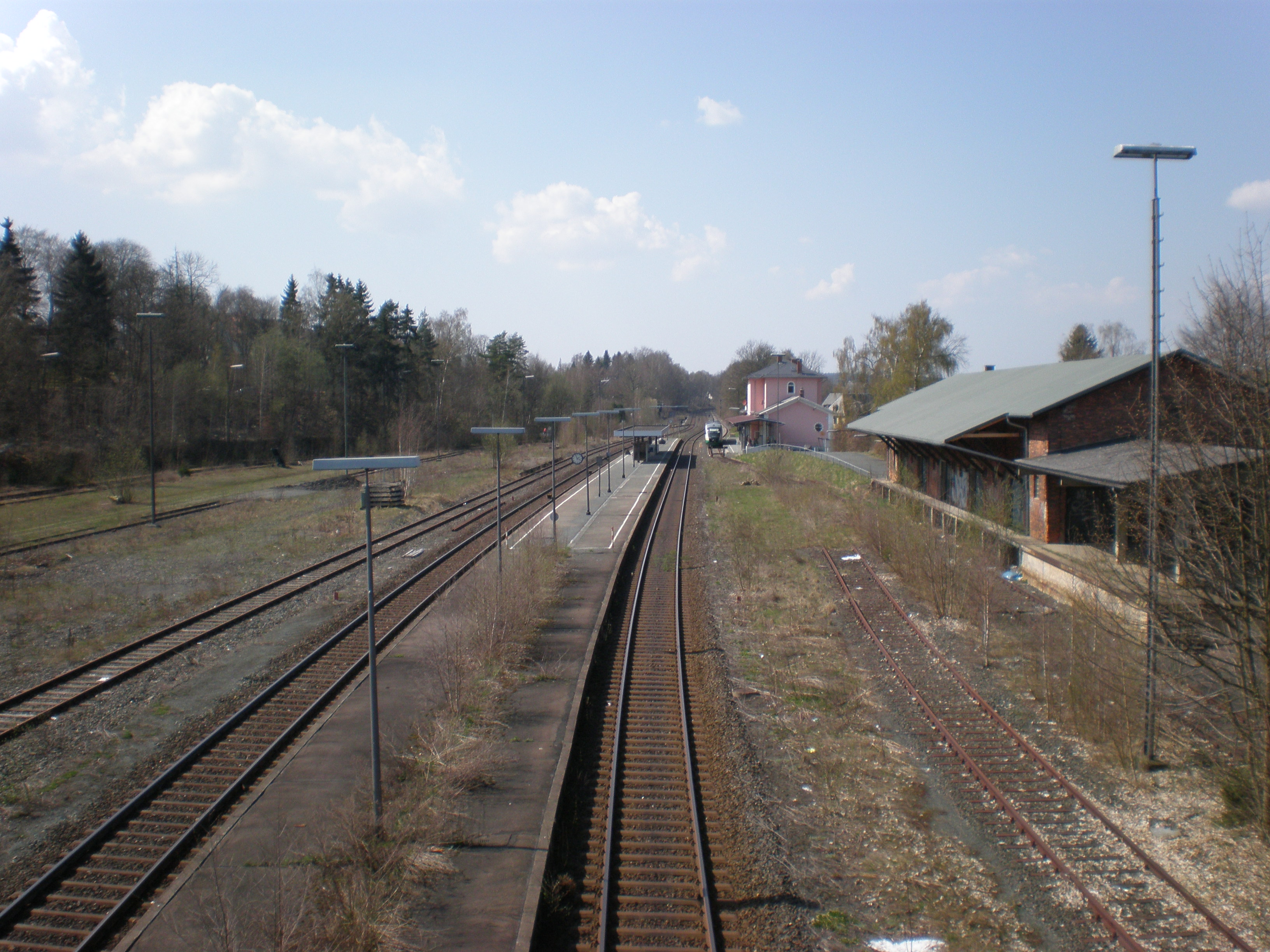
Bahnhofsgelände heute. Rechts im Bild der Güterbahnhof

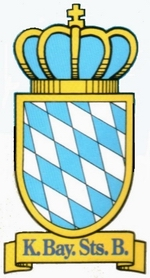
Wappen der königlich-bayerischen Staatseisenbahnen

Als König Ludwig I. in den 1840er-Jahren beschloss, eine Bahnverbindung von Norden nach dem Süden Bayerns einzurichten, wurde auch Münchberg 1848 an die Ludwig-Süd-Nord-Bahn angeschlossen. Dies machte den Bau eines Bahnhofs erforderlich.
Der erste Entwurf des Architekten Gottfried Neureuther für einen „heiteren“ Bau stammte aus dem Jahre 1844. In dem 62 Meter langen Gebäude sollten zwei Wartesäle, Zimmer für Billetieren und die Gepäckabgabe, die Wohnung des Stationsverwalters, eine Bahnwärterkaserne für den Obmann, eine Schlafstube für acht Mann, eine Waschküche, ein Wasserhaus mit freistehendem Kran, ein offener Wagenschuppen mit Remise, ein kleines Magazin zur Unterbringung von Gerätschaften und öffentliche Abtritte untergebracht werden. Der König genehmigte den Entwurf nach kleineren Änderungen im Jahr 1846, doch durchkreuzte die Finanzkrise des bayerischen Staates die Pläne. Deshalb entstand nur ein kleinerer, 29 Meter langer Bau mit Ladehalle und Waage, wobei aber der vom König gewünschte „antik-römische Stil“ ausgeführt wurde. An der Fassade ist die hierarchische Ordnung erkennbar. Die im ersten Stock befindliche Wohnung des Oberbahnwärters ist kleiner, die segmentbogigen Fenster sind niedriger als die Rundbogenfenster der Wohnung des Bahnhofvorstehers.
Im Jahre 1875 wurde das Expeditionslokal erweitert und 1881 ein Wartesaal dritter Klasse angebaut, der heute als Gaststätte dient. 1892 erfolgte der Bau einer neuen Güterhalle. Das damalige Sichtmauerwerk aus Gneis mit granitenen Ecken wurde 1902 verputzt. Im Jahre 1937/38 wurde der Westflügel verlängert und die Schalterhalle erweitert. Der Bau wurde 1976/77 und 2002 renoviert.
Während des Baus der Ludwig-Süd-Nord-Bahn hatte die Bausektion für die Schiefe Ebene ihren Sitz in Münchberg. Man stand damals vor dem Problem, dass die Lokomotiven solche Steigungen, gepaart mit vielen Kurven, nicht bewältigen konnten. Der erste Vorschlag, eine durch Pferde angetriebene Schleppvorrichtung zu verwenden, wurde verworfen, als sechs Tiere qualvoll starben, nachdem einer der Züge zurückgerollt war.
Man kam schließlich auf die Idee, Lokomotiven einzusetzen, wie sie auch in den USA auf solch engen Strecken verkehrten. Sie hatten ein drehbares Gestell und konnten deshalb die Kurven ohne Probleme meistern.
Beim Bau des Bahnhofs befürchtete man, dass die vorhandenen alten Gewölbe der mittelalterlichen Keller die Last nicht tragen könnten. Man einigte sich schließlich mit den Besitzern der Keller, diese von innen zu stabilisieren. Der Bau des Empfangsgebäudes musste wegen dieser Probleme immer wieder verschoben werden und so stand den Fahrgästen bei der Eröffnung der Bahn nicht einmal ein kleines Aufenthaltshäuschen zur Verfügung. Außer dem Wasserkran und dem Kohlenbunker war der Münchberger Bahnhof noch leer. Erst am 9. Oktober 1854, also sechs Jahre nach der Eröffnung der Bahn, konnten die Dienstwohnungen bezogen werden.
Neben dem Bahnhof gab es noch zwei Wechselwärterhäuschen, die beide abgebrochen wurden. Eines diente noch lange als Bahnmeisterei.
Westlich der Unterführung der Bayreuther Straße sollte eine Lokremise gebaut werden. Dort gab es auch eine Wasserentnahmestelle und eine Drehscheibe zur Mitbenutzung durch die Lokalbahn. An ihrer Stelle entstand ein Kohlenbunker. In den Jahren 1891–1895 wurde die neue Güterhalle gebaut, nachdem die am Bahnhof angebaute Halle den Anforderungen nicht mehr entsprochen hatte. Bekannt wurde sie durch ein 1:87-Modell der Modellbahnfirma Kibri. Die denkmalgeschützte Halle steht leer und soll verkauft werden.
Die 1895 gebauten Weichentürme I und II waren bis 1937 in Betrieb und wurden danach abgebrochen. Dort wurden später die beiden noch in Betrieb befindlichen Stellwerke Mo (Münchberg-Ost) und Mwf (Münchberg-West-Fahrdienstleiter) gebaut. Der Bahnhof Münchberg ist heute mit seiner mittlerweile teilweise rückgebauten Seilzugtechnik ein Paradies für Eisenbahnfreunde. 2007 wurde das Wärterstellwerk Mo stillgelegt; die verbliebenen Signale im Ostkopf des Bahnhofes werden seitdem vom Fahrdienstleiter elektrisch bedient. Hierzu wurde ein Container an das Stellwerk Mwf angebaut, in dem die notwendige Technik untergebracht ist.
Entlang der Strecke gab es Wärterhäuschen. Sie verschwanden größtenteils oder werden privat bewohnt.
Viele Firmen wie die Aktienfärberei hatten eigene Gleisanschlüsse.

### Gasthof „Bayerischer Hof“

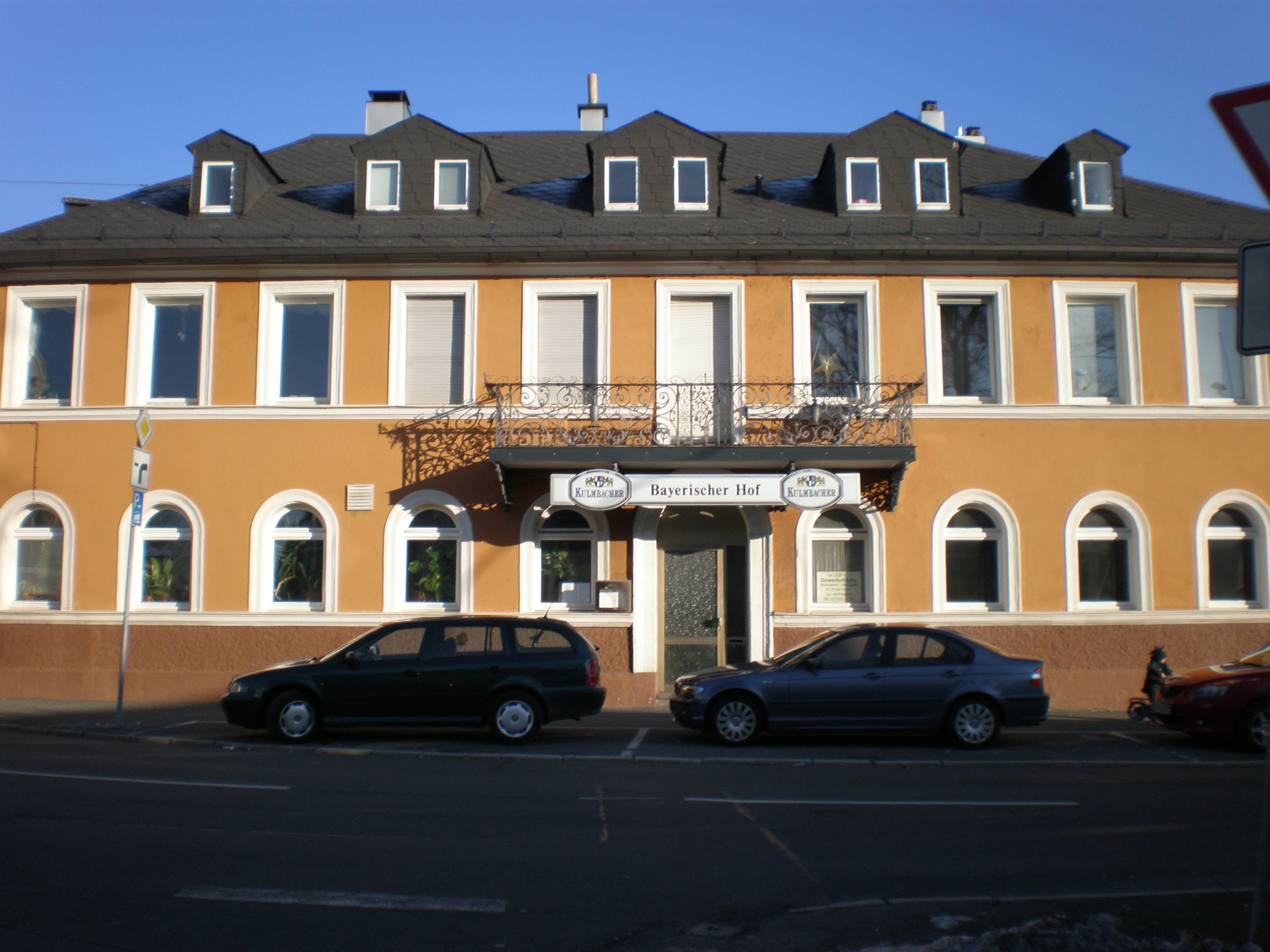
Gasthaus „Bayerischer Hof“ in Münchberg

Nach der Verlegung der Poststation vom „Hotel Adler“ in die obere Stadt baute man 1831 den Gasthof „Zum bayerischen Hofe“. Schon kurz nach der Eröffnung übernachtete mit der verwitweten Königin Mathilde Karoline von Bayern eine berühmte Persönlichkeit in den Räumlichkeiten. Im Jahr 1834 brannten Teile des Gebäudes ab, bevor es durch den Stadtbrand am 12. August 1837 völlig zerstört wurde. Der Wiederaufbau ging relativ schnell vonstatten und 1844 berichtete das Bezirksamt von einer Poststation in Münchberg, die mit 24 bis 28 Pferden ausgestattet war. Nach dem Bau der Ludwig-Süd-Nord-Bahn verlor das Gebäude an Bedeutung und als 1893 eine eigene Poststation in der Nähe des Bahnhofs eröffnet wurde, baute man den Bayerischen Hof zu einem reinen Gasthaus um. 1911 gehörte das Gebäude zur Brauerei Holper & Langheinrich. Die Besitzer Karl Langheinrich und Fritz Holper wohnten zu dieser Zeit selbst im Gebäude. Seit Ende des Zweiten Weltkrieges waren im Haus eine Metzgerei, eine Bierwirtschaft und eine Verkaufsstelle für Eis untergebracht. Ab den 1960ern gab es nur noch den Gaststättenbetrieb, wobei das Gebäude von den 1970er- bis 1980er-Jahren von einem Erotik-Club benutzt wurde.
Das Gebäude besitzt an der Straßenfront neun Fensterachsen. Im Erdgeschoss dominiert der Rundbogen. Sowohl die Fenster als auch der Eingang sind in dieser Form ausgeführt. Über dem Eingang und den beiden Fenstern rechts und links daneben ist ein schmiedeeiserner Balkon angebracht, der durch eine rechteckige Balkontür im Obergeschoss betreten werden kann. Zu beiden Seiten schließen sich rechteckige Fenster an, die auf dem umlaufenden Gurtband aufliegen. Das trapezförmige Dach weist auf der Straßenseite drei Giebel mit je zwei Fenstern auf, die links und rechts von zwei kleineren Giebeln mit je einem Fenster eingerahmt sind.

### Schützenhaus

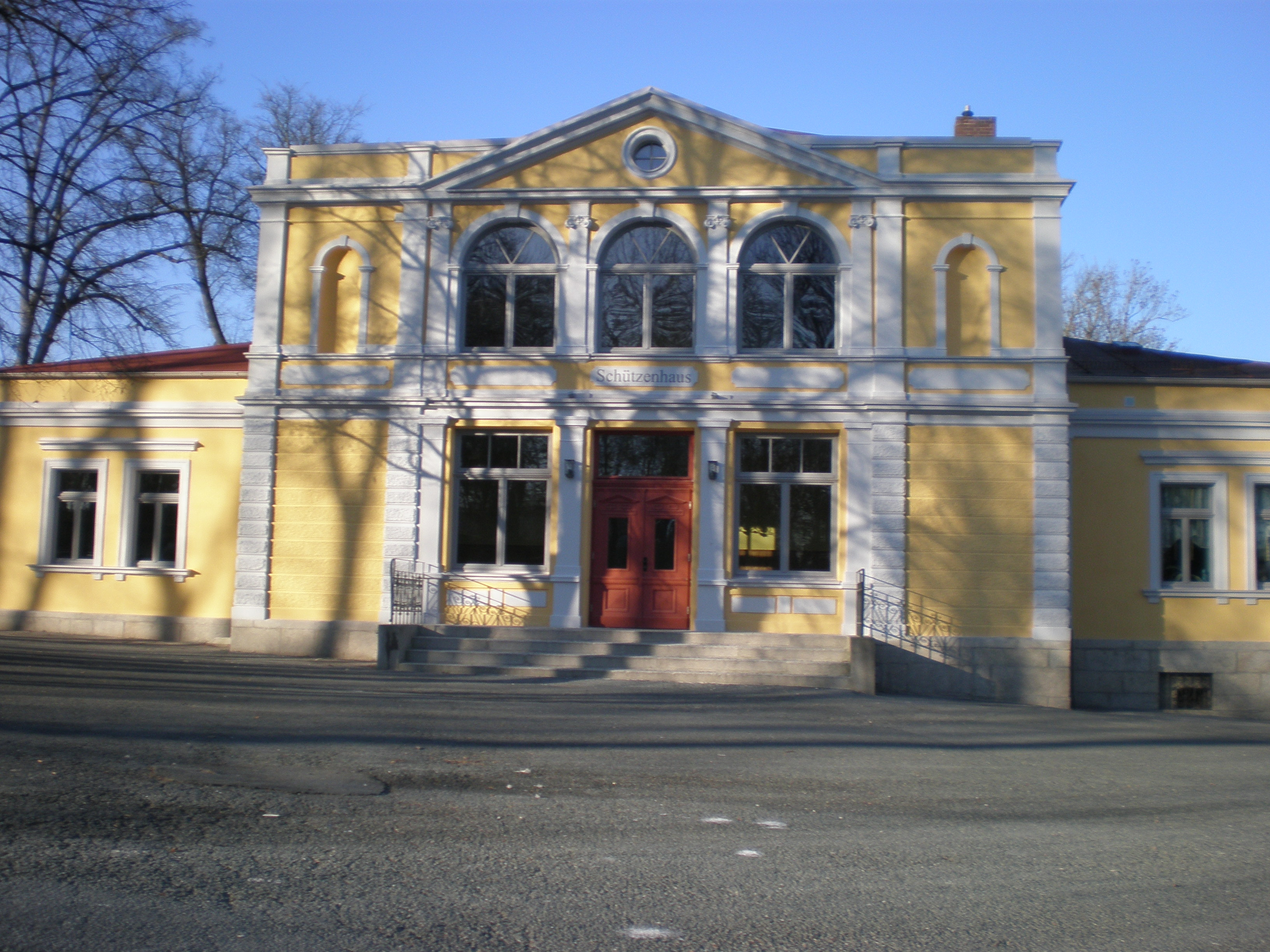
Schützenhaus in Münchberg

In einem Schreiben an die Stadt Münchberg vom 17. Oktober 1890 erklärte sich die Schützengesellschaft bereit, ein neues, der Stadt angemessenes Schützenhaus zu errichten und den einstöckigen Vorgängerbau abzubrechen. Zwei Tage später stimmte die Stadt dem Bau unter der Bedingung zu, dass dort auch städtische Festlichkeiten und andere Aktivitäten durchgeführt werden können.
Das 2008 sanierte Schützenhaus entging nur knapp einem Abriss. Die Hauptfassade weist im Obergeschoss drei rundbogige Fenster auf, die von insgesamt vier Halbsäulen eingerahmt werden. Links und rechts davon befinden sich zwei Nischen, die wahrscheinlich während des Zweiten Weltkriegesverlorengegangene Gipsfiguren enthielten. Ein flacher Giebel über der Fensterfront hat ein kleines rundes Fenster in der Mitte. Über der doppelflügeligen, von zwei rechteckigen Fenstern eingerahmten Eingangstür steht der Schriftzug „Schützenhaus“ Auch dort stehen Säulen, die allerdings weniger schmuckvoll gestaltet sind als die im Obergeschoss. Zum Mitteltrakt führt eine vierstufige Treppe mit schmiedeeisernem Geländer. Der Hauptbau wird von zwei identischen Nebenbauten flankiert, die jeweils zwei Fenster mit darüber laufendem Gurtband besitzen.
In den 1960er-Jahren wurde eine Kegelbahn angebaut.
Ab der Mitte des 19. Jahrhunderts gab es das Vogelschießen. Ein Reichsadler mit Zepter, Krone und Reichsapfel wurde an einer langen Holzstange durch die Stadt getragen, bevor man am Schützenhaus versuchte, ihn mit Vorderladern abzuschießen. Der beste Schütze wurde Vogelkönig. 1910 gab es das Vogelschießen aus polizeilichen Gründen zum letzten Mal. 1911 wurde ein neuer Adler angeschafft und zu Dekorationszwecken fest im großen Saal des Schützenhauses installiert. Er wurde 1955 letztmals renoviert.
1945 beherbergte das Schützenhaus Landfahrer und Flüchtlinge. In einem Gutachten wurde es als „sehr marode und heruntergekommen“ beschrieben. Ein Jahr später entstand aus ungeklärter Ursache ein Brand im Haus, der Schäden anrichtete. Die durch den Brand in Mitleidenschaft gezogenen Räume wurden 1947 als „menschenunwürdige Behausung“ bezeichnet, so dass die Flüchtlinge umquartiert werden mussten. Im gleichen Jahr bezeichnete ein Gutachten den Zustand mit „an der Grenze des Verfalls“. Eine Landfahrerfamilie wurde erst 1948 anderweitig einquartiert.
Nach der Generalsanierung und vier Jahren Bauzeit, wurde das Haus im Jahr 2024 wieder neu Eröffnet. Die Renovierung kosteten fast 8,7 Millionen Euro. Das Haus ist heute wieder ein beliebter Anziehungspunkt für Veranstaltungen.

### Kriegerdenkmal auf dem Rohrbühl

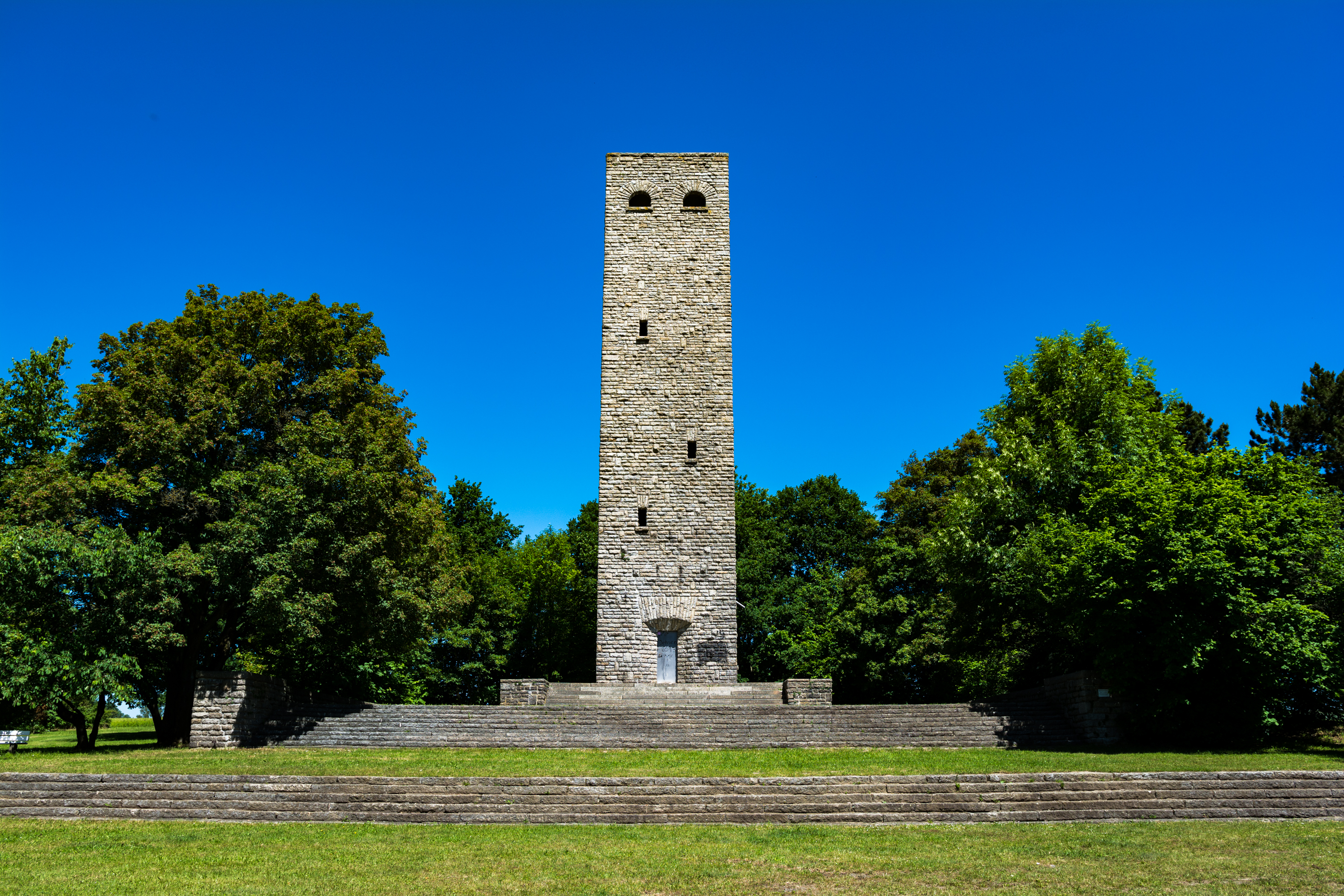
Kriegerdenkmal auf dem Rohrbühl

Seit dem Ersten Weltkrieg gab es in Münchberg Bestrebungen, ein Mahnmal für die Gefallenen zu errichten. 1929 war erstmals der Rohrbühl als Standort für ein Denkmal in Form eines Turms vorgesehen. Erich Holzner aus Münchberg und Konrad Kühnlein aus Selb wurden mit der Planung des 23 Meter hohen Turms beauftragt. Nach einem ersten Kostenvoranschlag des Architekten Holzner wurden 45.500 Reichsmark (RM) für den Bau des Turms bereitgestellt. Das Münchberger Baugeschäft Flügel erhielt den Zuschlag mit der Auflage, nur Reinersreuther Granit zu verbauen, von dem schließlich 2.500 Tonnen eingesetzt wurden. Die Bauarbeiten begannen im April 1935. Für die Bildhauerarbeiten wurden Modelle des Künstlers Karl Himmelstoss (1878–1967) verwendet, der längere Zeit für Rosenthal gearbeitet hatte. Am 7. November 1937 fand die feierliche Einweihung durch den Gauleiter und weitere Bezirksgrößen der Nationalsozialisten statt. Im Frühling 1938 entstanden der Aufmarschweg und die gärtnerischen Anlagen nach Plänen des Stuttgarter Architekten Lilienfein. Die Gesamtkosten betrugen 52.483,94 RM, wobei die Freitreppe mit Aufmarschweg und die Gartenanlagen mit 7374,19 RM zu Buche schlugen.
Die Basis des Turms bildet eine 26,2 Meter × 26,45 Meter große Terrasse aus unregelmäßig behauenen Granitquadern. An der der Stadt zugewandten Seite befand sich ein 1,70 Meter hoher Reichsadler mit einer Spannweite von 3,80 Meter als Hoheitssymbol. Ein steinerner Sarkophag in der Gedächtniskapelle im Inneren des Turms war mit einem Lorbeerkranz und einem Schwert geschmückt. Eine rund 1.000 Kilogramm schwere Ringschale am obersten Podest war für das Ehrenfeuer vorgesehen.
Nach dem Ende des Zweiten Weltkriegs fanden dort zahlreiche Großveranstaltungen statt, wie eine Vertriebenenkundgebung im Jahr 1950, an der 4.000 Menschen teilnahmen. 1971 wurden die vier Tafeln mit den Namen der Gefallenen abmontiert. Die geplante Verlegung in den Ehrenhain fand bis heute nicht statt; die Tafeln befinden sich im Stadtarchiv Münchberg. 1988 sanierte die Firma Schödel die Terrasse. Am 15. Juli 2004 wurde der Turm anlässlich des Jubiläums der Münchberger Textilschulen mit Stoffbahnen verkleidet. Im Jahr 2014 wurde der Turm anlässlich des 650-jährigen Stadtjubiläums von Münchberg erneut mit Stoff ummantelt; hierbei kamen 580 Quadratmeter heller, feuerfester Stoff sowie 1.100 Meter Gurtbänder und Kantenschutz zum Einsatz.
Der heute meist Rohrbühlturm genannte Bau ist in den Sommermonaten als Aussichtsturm zugänglich.

## Schulen

### Martin-Luther-Schule

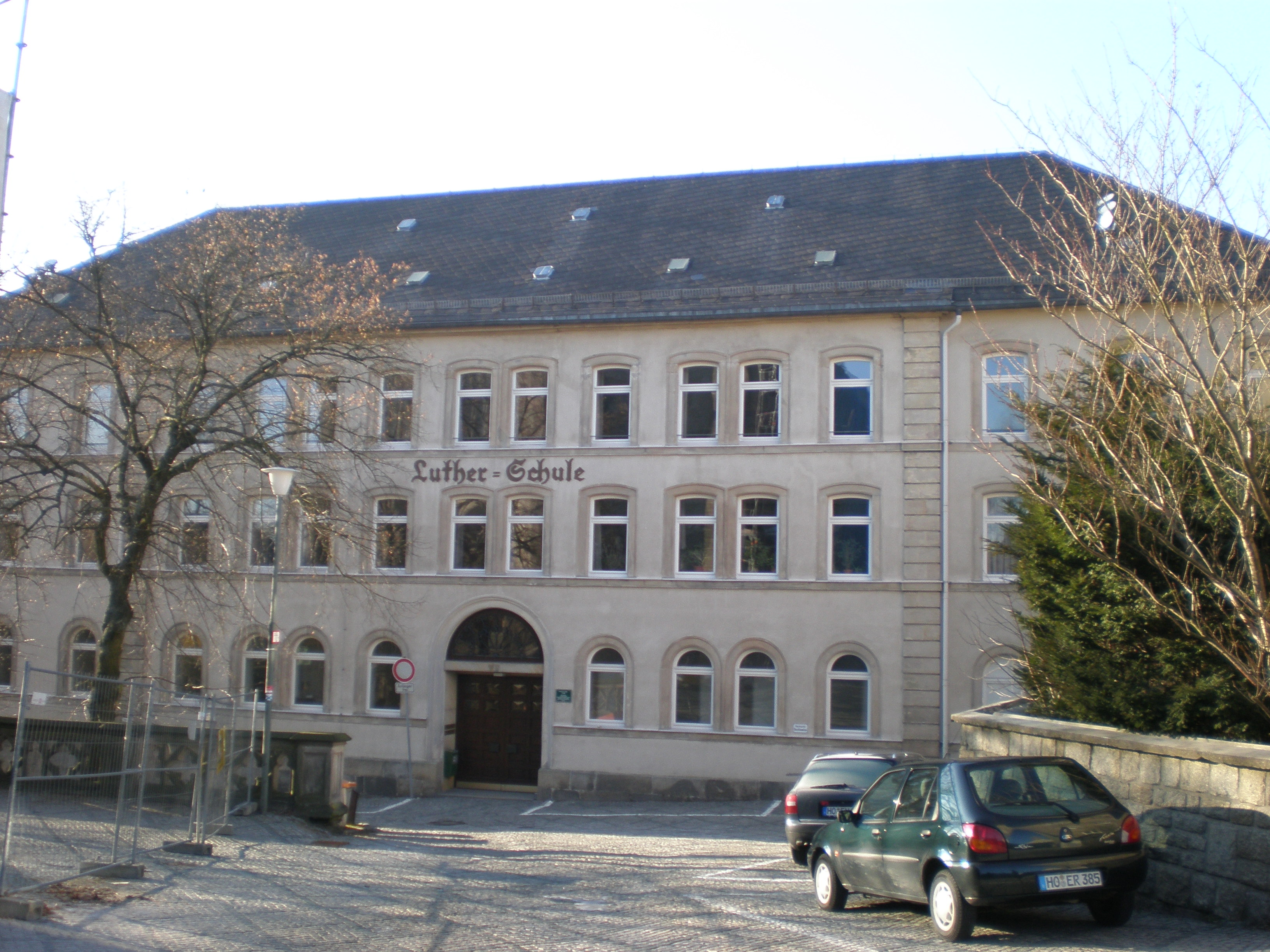
Luther-Schule in Münchberg

Das Schulhaus I wurde 1840 nach den Plänen des nicht realisierten Kanzleigebäudes für das Hauptsalzamt in Bad Reichenhall gebaut. Allerdings wurde das Gebäude etwas gestreckt. Im Jahre 1879 erfolgte die Aufstockung der bis dahin zweigeschossigen Seitenflügel. So entstanden acht Schulzimmer im Mittelteil, vier Wohnungen für Lehrkräfte mit Familien und zwei für unverheiratete Lehrer.
Bereits 1534 standen an der Stelle der heutigen Luther-Schule die lateinische und die teutsche Schule, die immer wieder Opfer von Bränden wurden und daher neu aufgebaut werden mussten. Nach dem letzten Brand von 1837 entschied man sich, nur noch ein Schulhaus zu errichten. Nach der Aufstockung von Schulhaus II wurden die alten Öfen in das Schulhaus I verbracht. Zum 450. Geburtstag Martin Luthers wurde die Schule am 19. November 1933 in Martin-Luther-Schule umbenannt. Im Jahre 1955 folgte der Ausbau. Das Gebäude beherbergt die Volkshochschule und das Stadtarchiv.

### Parkschule

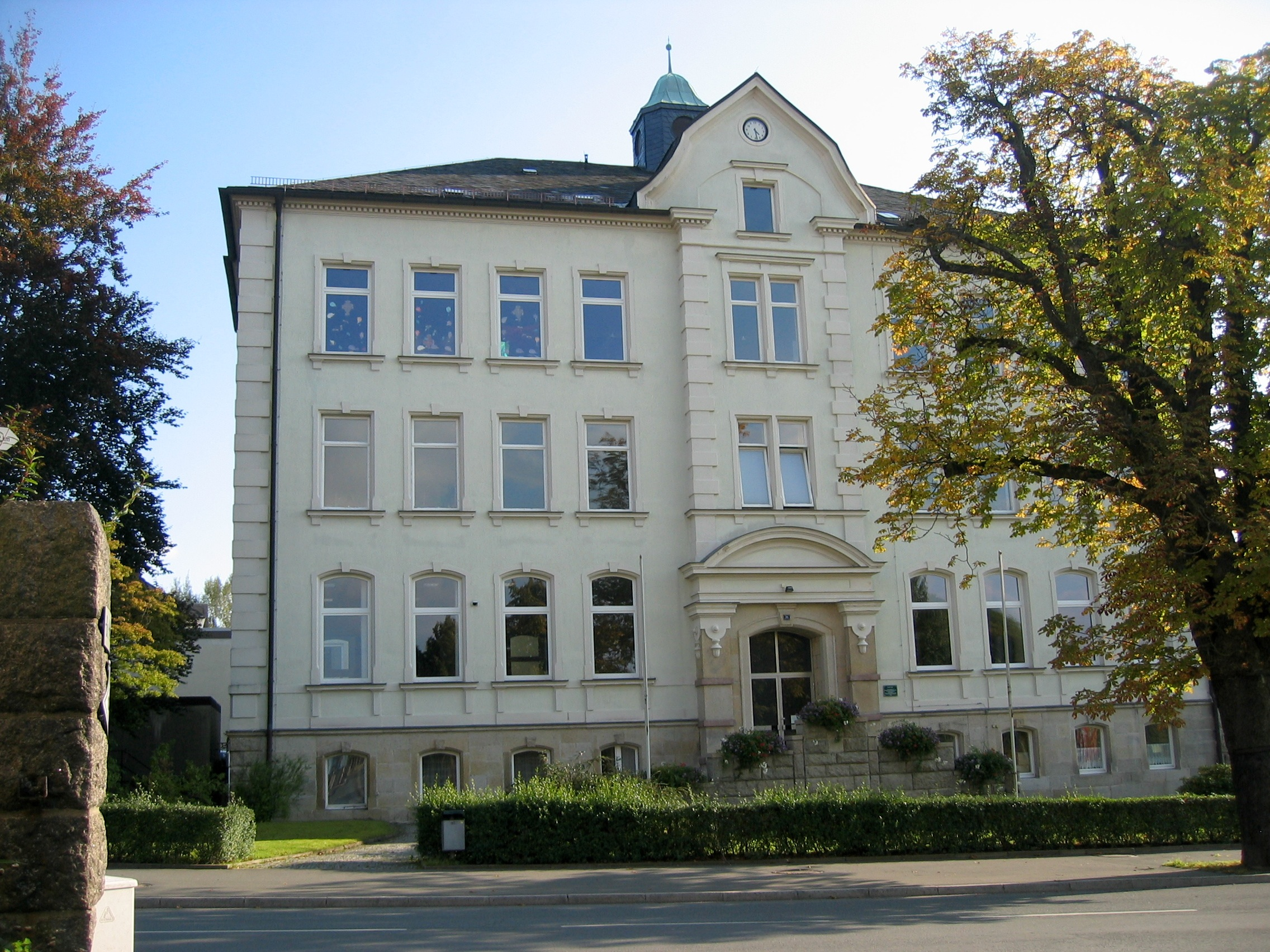
Parkschule in Münchberg

Im Jahr 1892 gab es in Münchberg 744 Schüler, wobei die kleinste Klasse die Mädchenunterklasse mit 43 Kindern, die größte die Mittelklasse mit 119 Schülerinnen war. Das günstigste Angebot der öffentlichen Submission war 59.566 Mark. Im März des Jahres 1895 begann man mit der Errichtung eines neuen Schulhauses neben dem Stadtpark. Das Schulhaus II wurde im Juli 1895 fertiggestellt und enthielt acht Klassenzimmer, wobei einige in einen Turnsaal umgestaltet wurden.
1906 wurde wegen „wiederholter Aufstände bei der Erteilung des Fortbildungsschulunterrichts“ ein Arrestlokal eingerichtet.
Im Jahre 1911 wurde das Gebäude aufgestockt und eine Dampfheizung eingebaut. Die alten Öfen brachte man in Schulhaus I unter. Nach Errichtung der städtischen Turnhalle konnten die als Turnhalle verwendeten Klassenzimmer wieder als solche genutzt werden. Die Umbaumaßnahmen kosteten 33.140 Mark.
Im Jahre 1934 gab die in Münchberg stark vertretene NSDAP dem Schulhaus den Namen Hans-Schemm-Schule, benannt nach dem Gauleiter und späteren Staatsminister. Nach Kriegsende wurde die Anstalt in Parkschule umbenannt. Gleichzeitig erfolgte die Änderung des Namens Hindenburgpark in Stadtpark. Am 6. März 1970 wurde ein moderner Anbau der Schule eingeweiht.
Das Schulgebäude besaß links und rechts neben dem halbkreisförmigen Vordach im Eingangsbereich jeweils vier Fensterachsen. Der Sockel war mit Granitquadern verkleidet und wies kleine Rundbogenfenster auf. Links und rechts liefen am Gebäude Granitquader nach oben. Im Erdgeschoss befanden sich ebenfalls rundbogige Fenster mit kleinen Rechtecken an den beiden Ecken der Unterseite. Außer zwei Fenstern im Giebel hatten alle einen Schlussstein. Das Eingangsportal war von zwei Säulen flankiert, an die sich seitlich je ein senkrechtes Gurtband anschloss. Sie ähnelten den Bändern an den Ecken des Gebäudes. Die rechteckigen Fensteröffnungen im ersten und zweiten Obergeschoss nahmen die Verzierung der unteren in geschrumpfter Weise wieder auf. Die beiden Giebelfenster im zweiten Obergeschoss hatten ebenfalls diese Form. Ein einzelnes Fenster mit einer Uhr darüber schloss den Giebel ab. Das trapezförmige Dach umlief ein Gurtband und war von einem Dachreiter bekrönt.
Im Winter 2020/21 wurde das Gebäude im Rahmen der Klinikerweiterung der benachbarten Hochfranken-Klinik abgebrochen. Das Eingangsportal wurde auf Initiative des Vereins „MünchBürger e. V.“ vorher ausgebaut und soll an neuer Stelle als Erinnerungsort für die Schule dienen.

### Weberschule

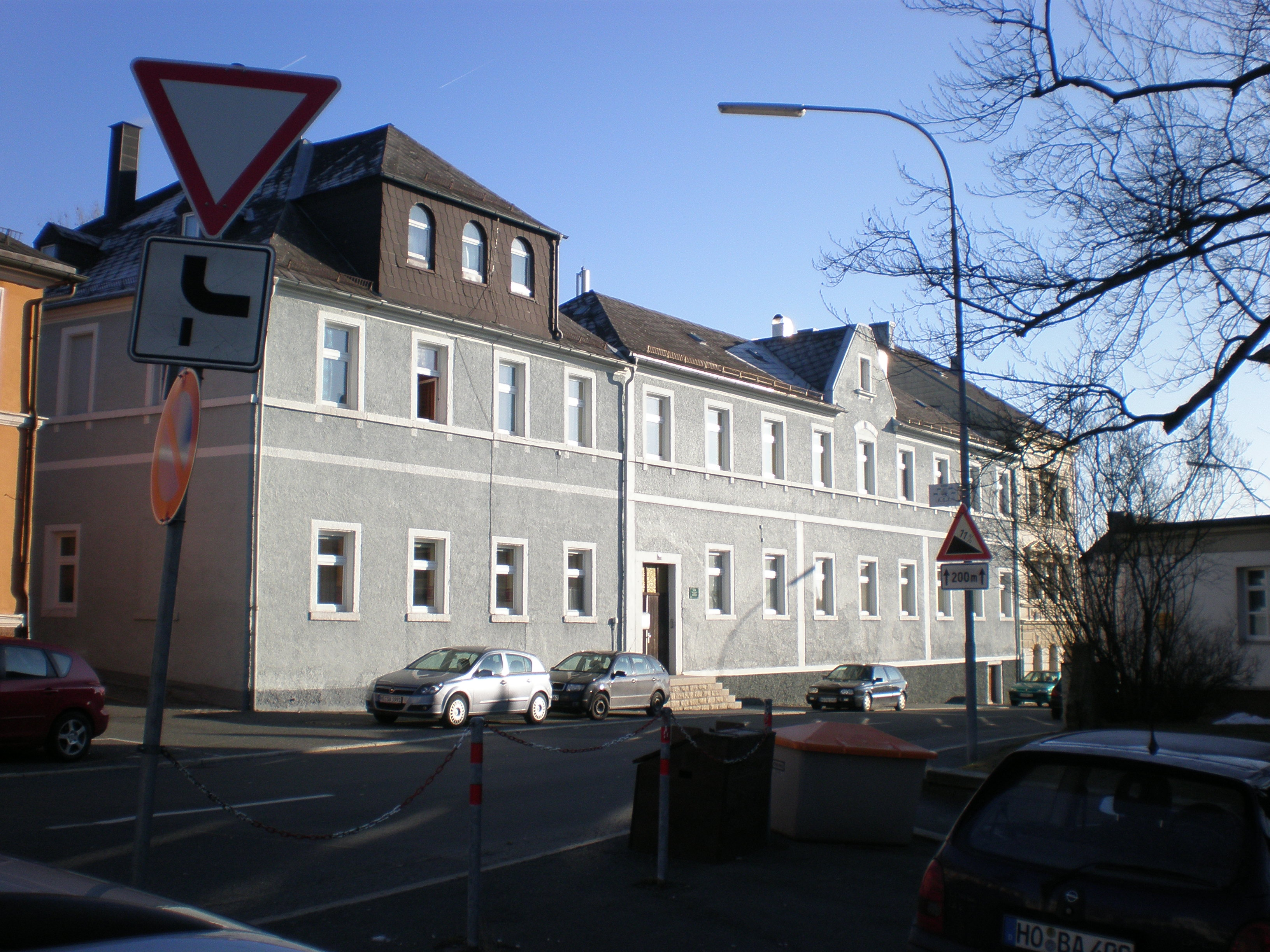
Ehemalige Weberschule in Münchberg

Im Jahre 1854 wurde auf Betreiben einheimischer Industrieller die Weberschule Münchberg gegründet und in einem Gebäude in der Bismarckstraße untergebracht. Um den Kauf des Hauses, das sich damals im Besitz von Dr. Munzert befand, finanzieren zu können, stellte die Regierung Darlehen zur Verfügung. Zur damaligen Grundausstattung gehörten acht breite und acht schmale Webstühle und acht Spulräder, an denen 16 Schüler ausgebildet werden konnten. Diese mussten ihren Unterhalt durch Arbeit in einem ansässigen Unternehmen verdienen. Die Schulzeit machte nur 15 % der Ausbildungszeit aus. Die Schule erfuhr Anerkennung in der Presse und auf Ausstellungen, deshalb gewährte der Kreisrat 1862 einen festen jährlichen Zuschuss von 1600 Gulden. Er befreite die Schule damit von existenziellem Druck. Im Jahr 1864 wurde die Schule vom Distrikt übernommen und konnte weiter ausgebaut werden.
Nach der Verlegung der Schule in die Kulmbacher Straße kaufte der Kommerzienrat Hermann Jahreiß das Gebäude, ließ es aufstocken und in ein Webschulpensionat umbauen. Für 25 Mark im Monat konnten „minderbemittelte, fleißige und brave Schüler“ dort Kost und Logis erhalten. Nach Jahreiß' Tod wurde aus dem Pensionat ein Wohnhaus für Beschäftigte der Aktienfärberei. Heute wird es privat genutzt.
Das ehemalige Webschulgebäude besteht aus zwei Gebäuden, dadurch entstand eine ungewöhnliche Fassade. Der linke Gebäudeteil hat vier Fensterachsen; die beiden Stockwerke sind durch zwei Gurtbänder, eines davon mit rechteckigen Mustern an der Unterseite, getrennt. Das trapezförmige Dach hat an der Straßenfront einen Giebelaufsatz mit drei rundbogigen Fenstern. Rechts schließt sich der langgestreckte zweite Gebäudeteil an. Auch dort verlaufen die beiden Gurtbänder, die das erste Stockwerk mit neun Fenstern visuell vom Erdgeschoss mit acht Fenstern und dem Eingang abtrennen. Das mittlere Fenster im Obergeschoss ist von einer runden Stuckverzierung bekrönt. Darüber schließt sich eine dreieckige Dachgaube mit einem Fenster an. Das Dach ist ebenfalls trapezförmig.

### Hochschule

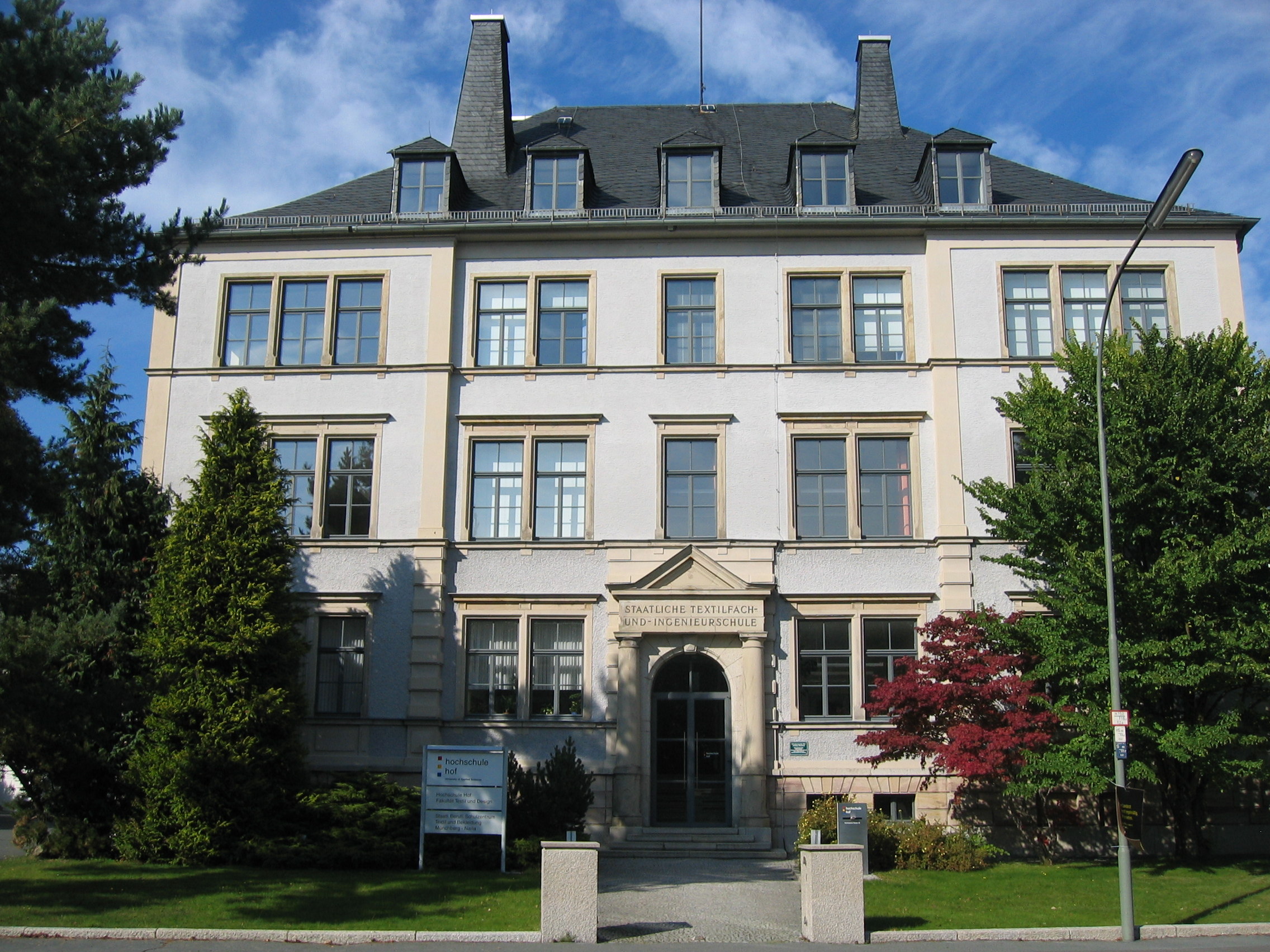
Hochschule in Münchberg

Die Königliche Höhere Webschule in der Kulmbacher Straße wurde am 23. Mai 1898 als Nachfolgerin der Weberschule eröffnet.
Ein Jahr später schuf der Münchner Bildhauer Erwin Kurz zum Geburtstag des Prinzregenten Luitpold die allegorischen Figuren Spinnerin und Weberin im Innenraum rechts und links des Eingangs. 1905 wurden eine Montierabteilung und eine Reparaturwerkstätte eingerichtet und 1911 folgten eine Spulerei, eine Schärerei, eine Schlichterei und eine Säumerei. Das Gebäude wurde 1919/20 erweitert, aufgestockt und in Staatliche Höhere Fachschule für Textilindustrie umbenannt. Drei Jahre später wurde ein zweistöckiger Bau für Handweberei in Betrieb genommen und 1934/35 erfolgte die Elektrifizierung des Gebäudes. Ab 1936 wurde auch Färbereiunterricht erteilt und eine Abteilung für Musterzeichner eingerichtet. Im Jahr 1950 wurde die Schule als Ingenieurschule erweitert und eine Spinnerei- und Veredelungsabteilung eingerichtet. Vier Jahre später war die Modernisierung der mechanischen Weberei abgeschlossen und zwei Jahre später erfolgte die Umbenennung in Staatliche Textilfach- und Ingenieurschule Münchberg. 1961 wurde ein Gebäude des Unternehmens NeuTex gekauft, in dem Veranstaltungs- und Laborräume eingerichtet wurden. Am 1. März 2001 wurde die Schule als Abteilung Münchberg der Hochschule Hof angegliedert.
Die Straßenfassade ist durch zwei nur knapp vortretende Seitenrisalite mit stilisierten Eckquaderungen gegliedert, die pro Geschoss drei gekuppelte Fenster haben. Das mittlere Feld der Fassade hat fünf Fensterachsen, von denen die beiden linken und die beiden rechten wiederum gekuppelt sind. In der Mittelachse stehen die Einzelfenster der beiden Obergeschosse über dem Portal im Erdgeschoss, dessen rundbogige Öffnung von zwei Säulen flankiert wird, die ein hohes Gebälk mit Inschrift unter einem flachen Giebel tragen. Der Sockel ist mit Granit verkleidet. Eine über die gesamte Fassenbreite laufende horizontale Gliederung leisten schmale Sohlbank-Gesimse. Das Gebäude besitzt ein Walmdach mit fünf Dachgauben an der Straßenseite.

### Gymnasium
→ Siehe Hauptartikel: Gymnasium Münchberg

## Private Gebäude und Anlagen

### Felsenkeller am Kreuzberghohlweg

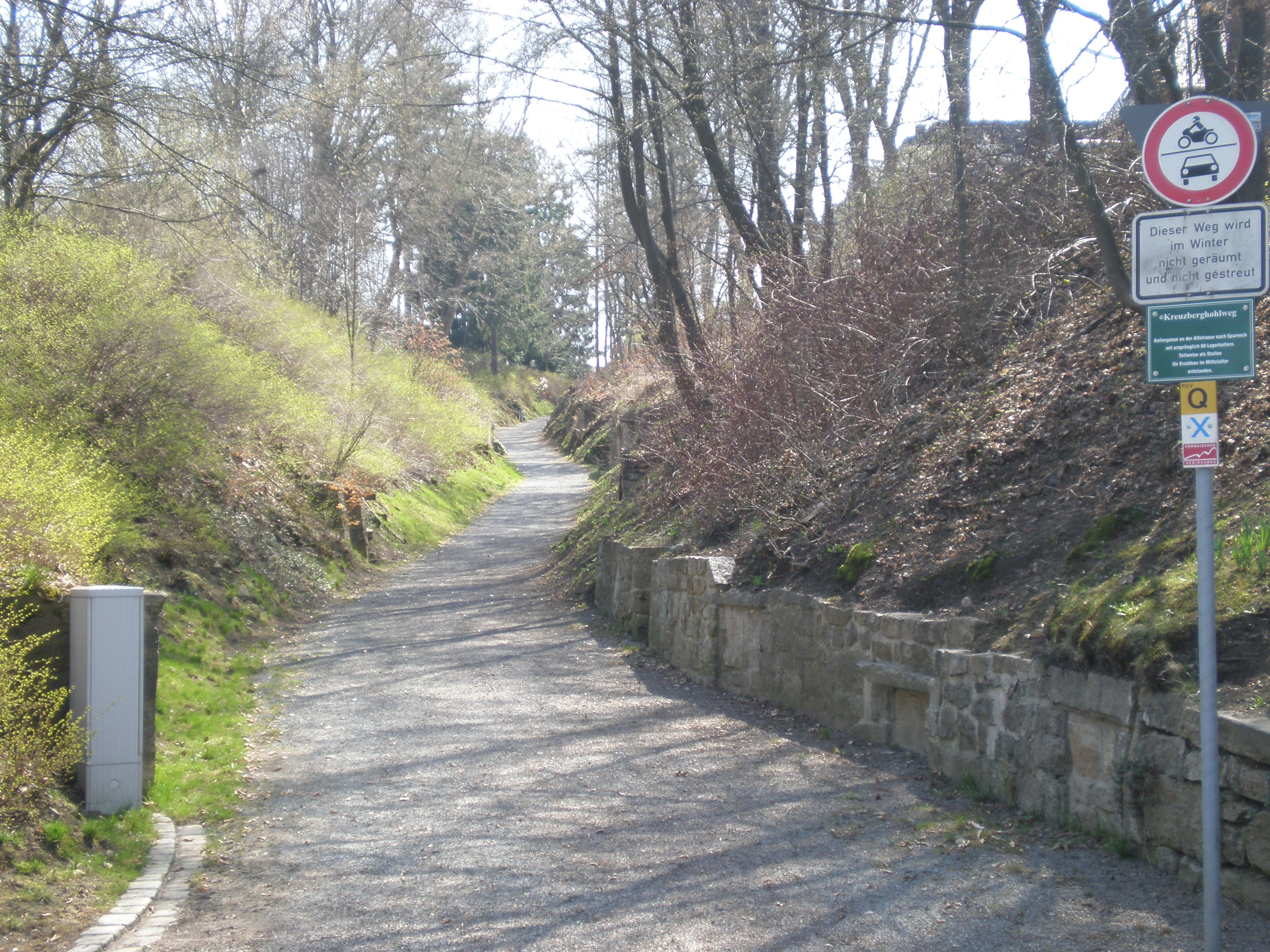
Kreuzberghohlweg

Im 14. Jahrhundert betrieb man rund um Münchberg Bergbau, wobei vor allem nach Gold, Silber und Kupfer geschürft wurde. Ab dem 15. Jahrhundert suchte man auch im Untertagebau nach Erzen und trieb tiefe Stollen in den Gneis unter der Stadt. Vor allem an der Altstraße, die Münchberg mit Sparneck verband, wurde nach den wertvollen Mineralien gesucht. Aus den Stollen entstanden möglicherweise die Felsenkeller im östlichen Teil des Hohlwegs.
Insgesamt wurden rund 60 Keller für verschiedene Verwendungszwecke in den Fels gehauen. Auf der östlichen Seite befanden sich teilweise mehrere Keller übereinander. Verwendet wurden sie vor allem als Lagerräume, unter anderem für Bierfässer. Die Vorrichtungen dafür sind in einem der Räume noch zu sehen. Neben Bier wurde auch Eis für die Kühlung des Biers und anderer Lebensmittel gelagert. Das aus dem nahen Eisteich gebrochene Eis wurde im 1990 abgerissenen Eiskeller zwischengelagert und an die Bürger verteilt. Während des Zweiten Weltkriegs wurden die Keller als Luftschutzraum benutzt, indem man sie miteinander verband.

### Grimmlers Haus

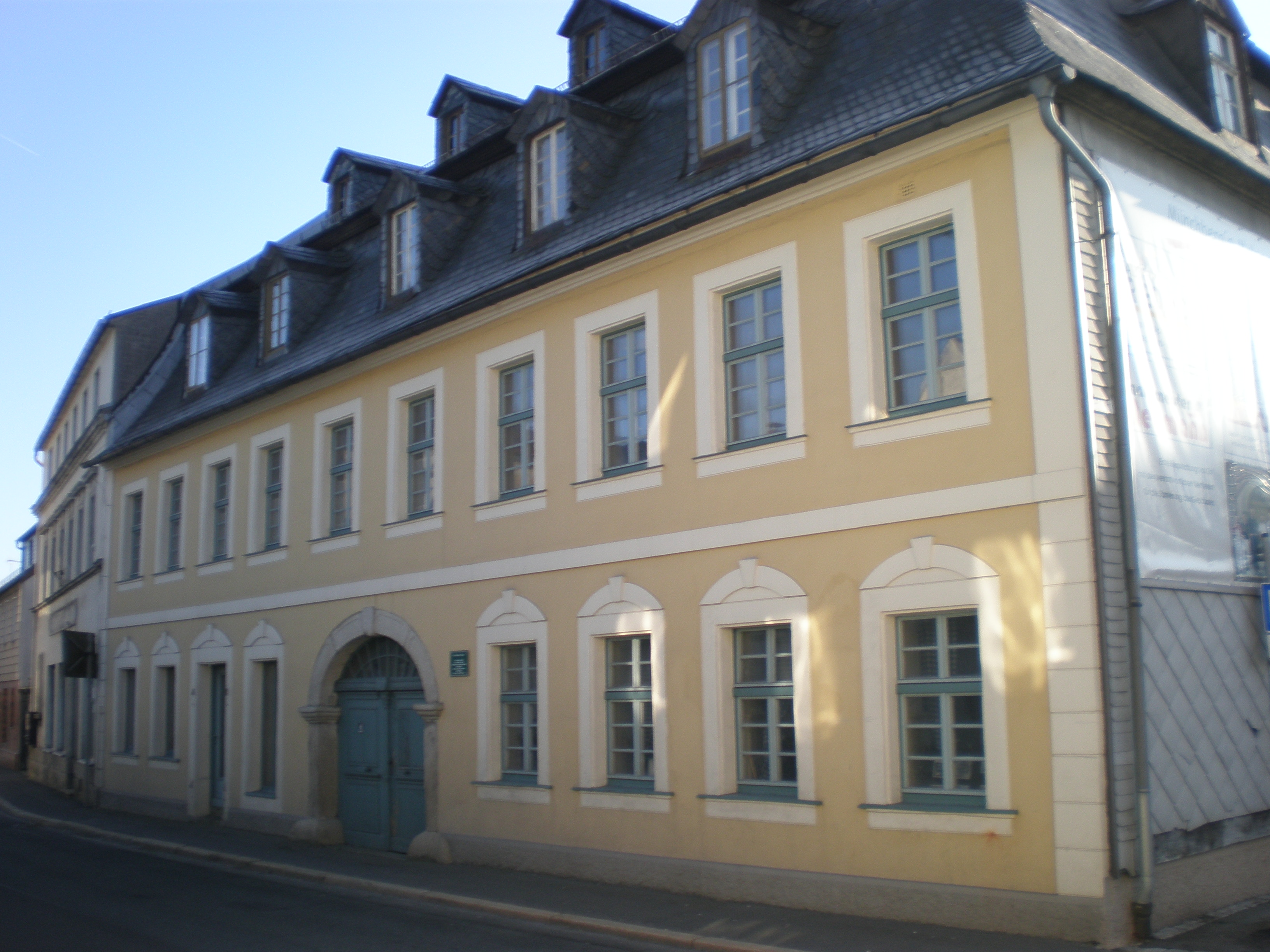
Grimmlers Haus in Münchberg

Das nach der Familie Grimmler benannte Grimmlers Haus in der Kulmbacher Straße war ursprünglich wohl ein Bauernhaus oder eine Mühle. In einem an der Ostseite angebauten Seitenflügel war später eine Handweberei oder eine Webblattbinderei untergebracht. Das Gebäude ist damit ein letzter Zeuge der frühen Textilindustrie in Münchberg. Mit der Umgestaltung als Stadtvilla und Kontor der Familie Stöckel wurde die Fassade geändert und der Westflügel angeglichen. Nach Fertigstellung der Villa gegenüber dem Firmengelände zog die Familie Stöckel dorthin um und das Haus wurde an Erhard Frisch als Konfektionsgeschäft vermietet. Den östlichen Flügel bewohnte die verwitwete Frau Stöckel mit einer Haushälterin. Nach deren Tod zog der Krankenhaus-Chefarzt Dr. Vorbrugg mit seiner Praxis dort ein, der allerdings aus Altersgründen wenig später wegzog. Seine Nachfolge trat das Zahnarztehepaar Dr. Müller an, das den westlichen Seitenflügel als Praxis und den Mitteltrakt als Wohnräume nutzte.
1943 bezog Frau Weißwange das Haus, das während des Krieges viele jüdische und Flüchtlings-Familien beherbergte. Nach Wegzug der letzten Familie wurde im zweiten Stock fünf Wohnungen und im Ladengeschäft der Schreibwarenhandel Weißwange eingerichtet. Nach der Übernahme durch die Stadt wurde das Haus für das Stadtarchiv benutzt.
Durch eine korbbogige, mit Granitplatten ausgelegte Toreinfahrt mit gefelderter Rahmung und ein Tor mit Felderung gelangt man in den Innenhof. Von der Toreinfahrt führt eine Treppe ins Obergeschoss. Die verputzte Straßenfront hat zehn Fensterachsen und ein Gurtband. Eine Besonderheit ist das Mansarddach des Hauses.
Gegenwärtig (2009) kann das obere Stockwerk wegen Einsturzgefahr nicht betreten werden. Im unteren Geschoss befindet sich eine Handweberei-Ausstellung. Nach dem im letzten Moment verhinderten Abriss ist die künftige Nutzung ungewiss. Das Haus gilt als Ursprung der in Münchberg ansässigen Weberei Stöckel und Grimmler.

### Kommunbrauhaus

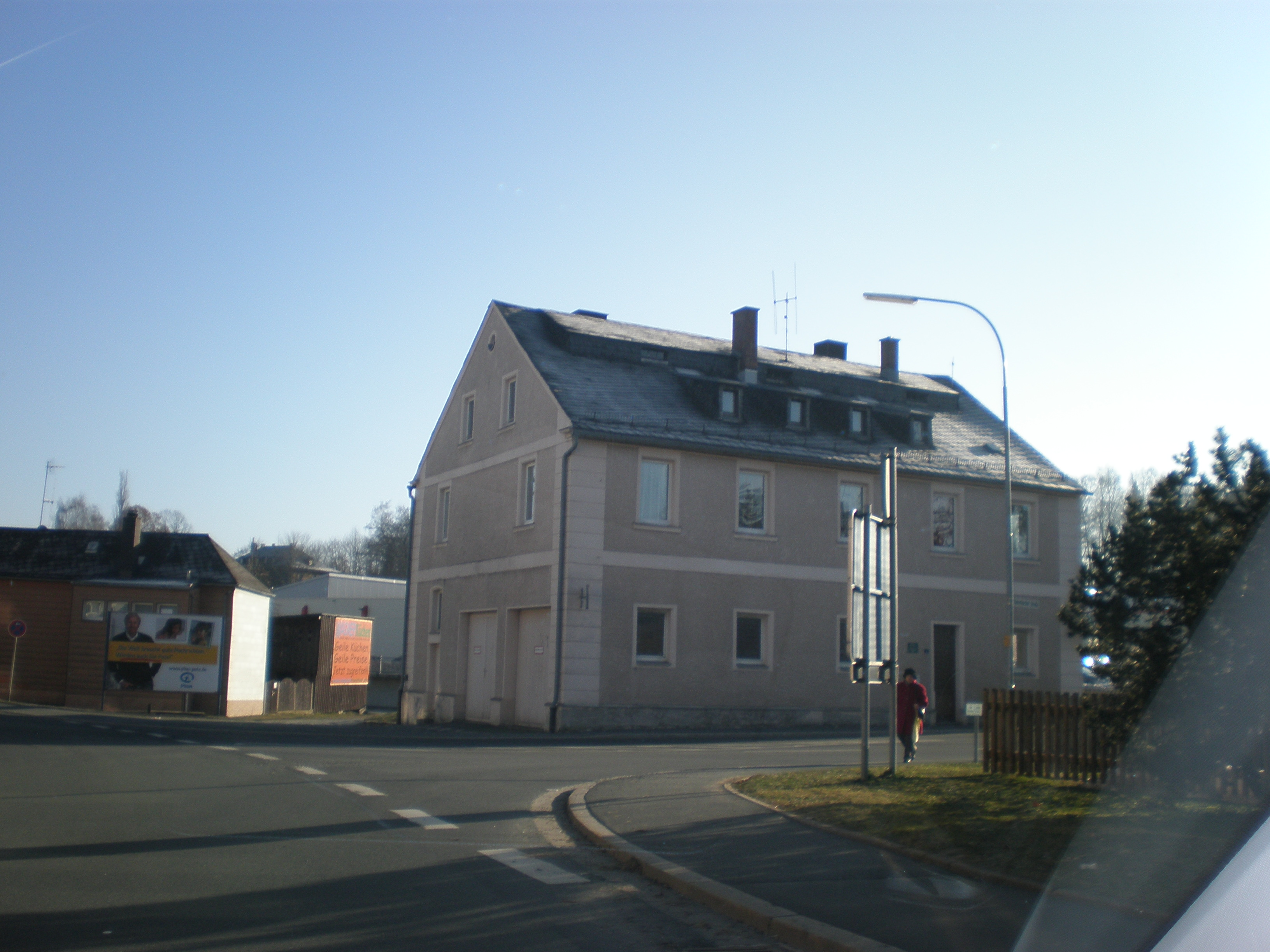
Münchberger Kommunbrauhaus

Das Gebäude wurde 1850 von Erhard Krauß erbaut, nachdem das ursprüngliche Brauhaus in der Ludwigstraße 1837 abgebrannt war.
Auch nach der Gründung von vier Brauereien, die aus einer privaten Braugenossenschaft hervorgegangen waren, lebte das Kommunbrauwesen fort, bis das Brauhaus mit Vertrag vom 30. März 1922 an Christian Nützel verkauft wurde. Nachdem dieser von 1925 bis 1928 eine eigene Brauerei, die Nützel-Bräu, gebaut hatte, wurde es geschlossen.
Bis 1967 war das Staatliche Eichamt in dem Gebäude untergebracht, das aus der städtischen Eichanstalt hervorgegangen war.
Gegenwärtig wird es als Wohnhaus benützt.
Das Gebäude besitzt an der Längsseite fünf Fensterachsen. Im Erdgeschoss hat es niedrigere Fenster. An der Stirnseite befindet sich neben zwei Toreinfahrten ein kleiner Eingang mit einem Rundbogenfenster darüber. Die Ecken schmücken nach oben laufende Bänder. Die beiden Geschosse sind durch ein Gurtband voneinander getrennt. An der Stirnseite trennt ein weiteres Band das Dachgeschoss, das zwei rechteckige Fenster und darüber ein rundes besitzt. Über den vier Gauben auf dem Satteldach befindet sich eine weitere langgestreckte und flache Gaube mit drei Fenstern.

### Anger

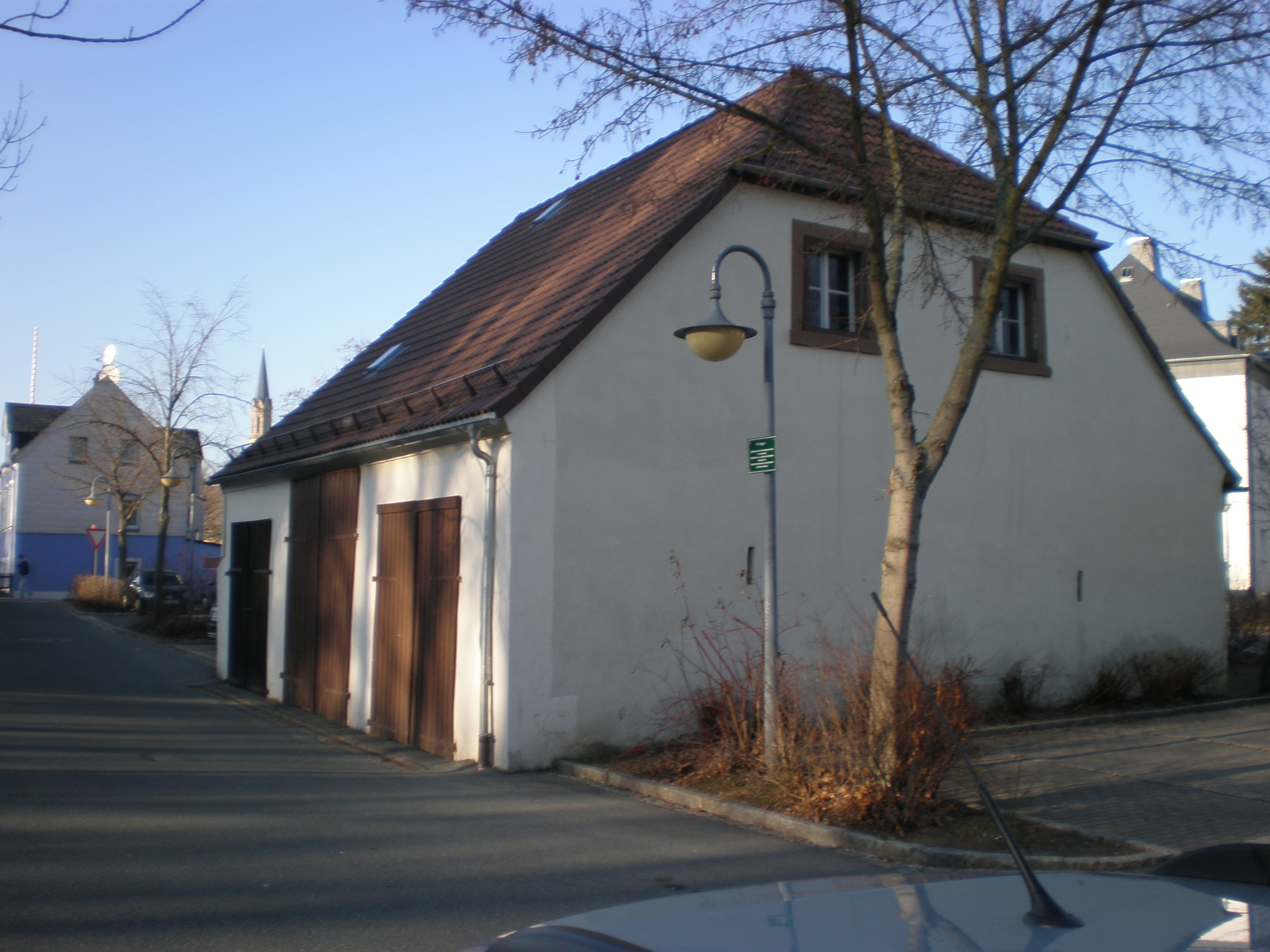
Anger in Münchberg

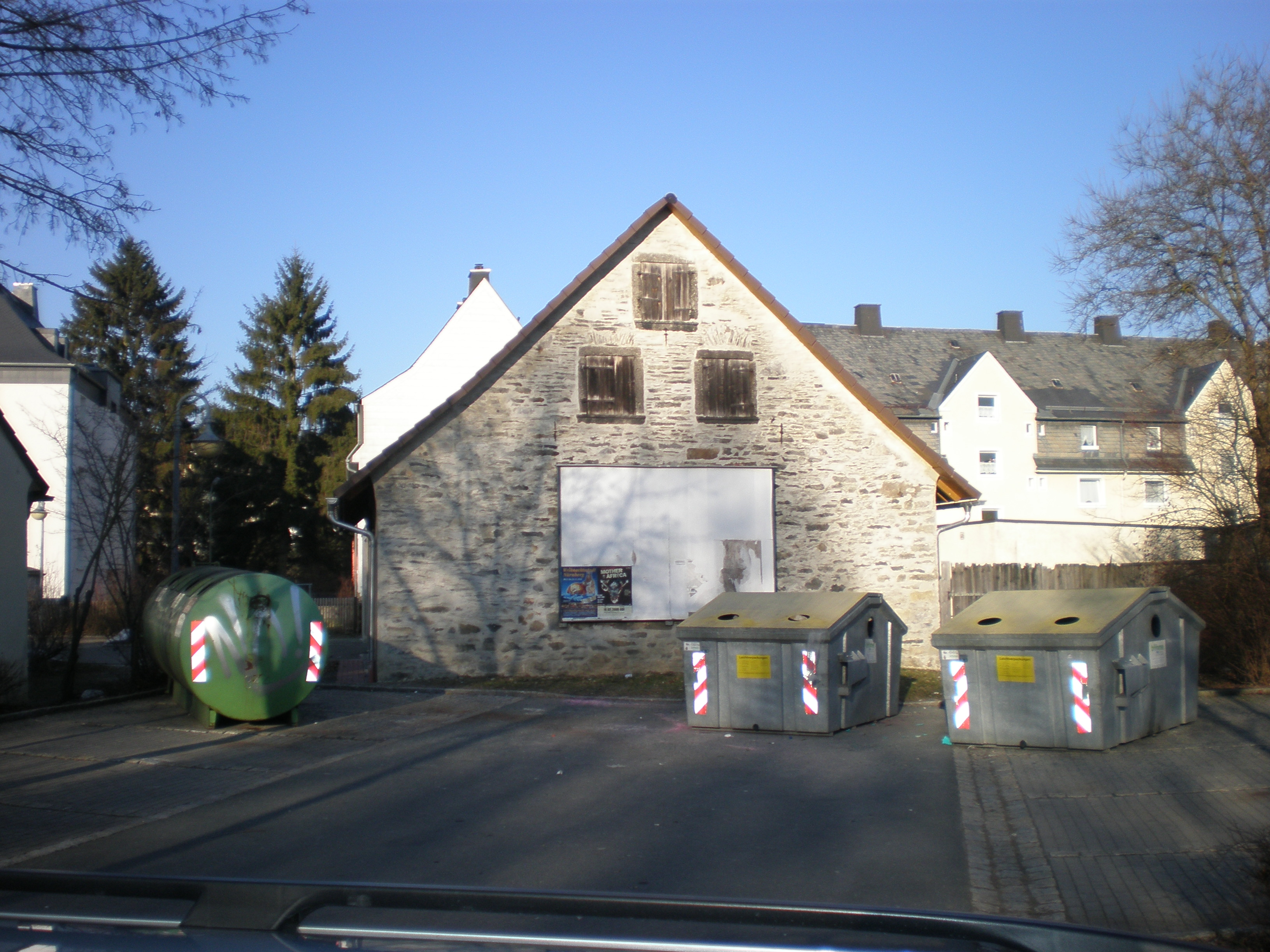
Ein anderer Teil des Angers

Im 19. Jahrhundert verbreitete sich das Ackerbürgertum in Münchberg. Handwerker hatten damals neben ihrem Gewerbe auch noch eine kleine Landwirtschaft. Sie bauten deshalb Scheunen neben ihre Wohnhäuser, was bei den vielen Stadtbränden das Übergreifen der Flammen erleichterte. Um dies zu verhindern, wurden die Scheunen später außerhalb der Stadt errichtet, was neben der Brandverhütung auch deren Vergrößerung erleichterte. Von den Scheunenreihen, wie sie auch in Weißenstadt vorhanden sind, sind nur noch wenige erhalten.

### Stadtapotheke

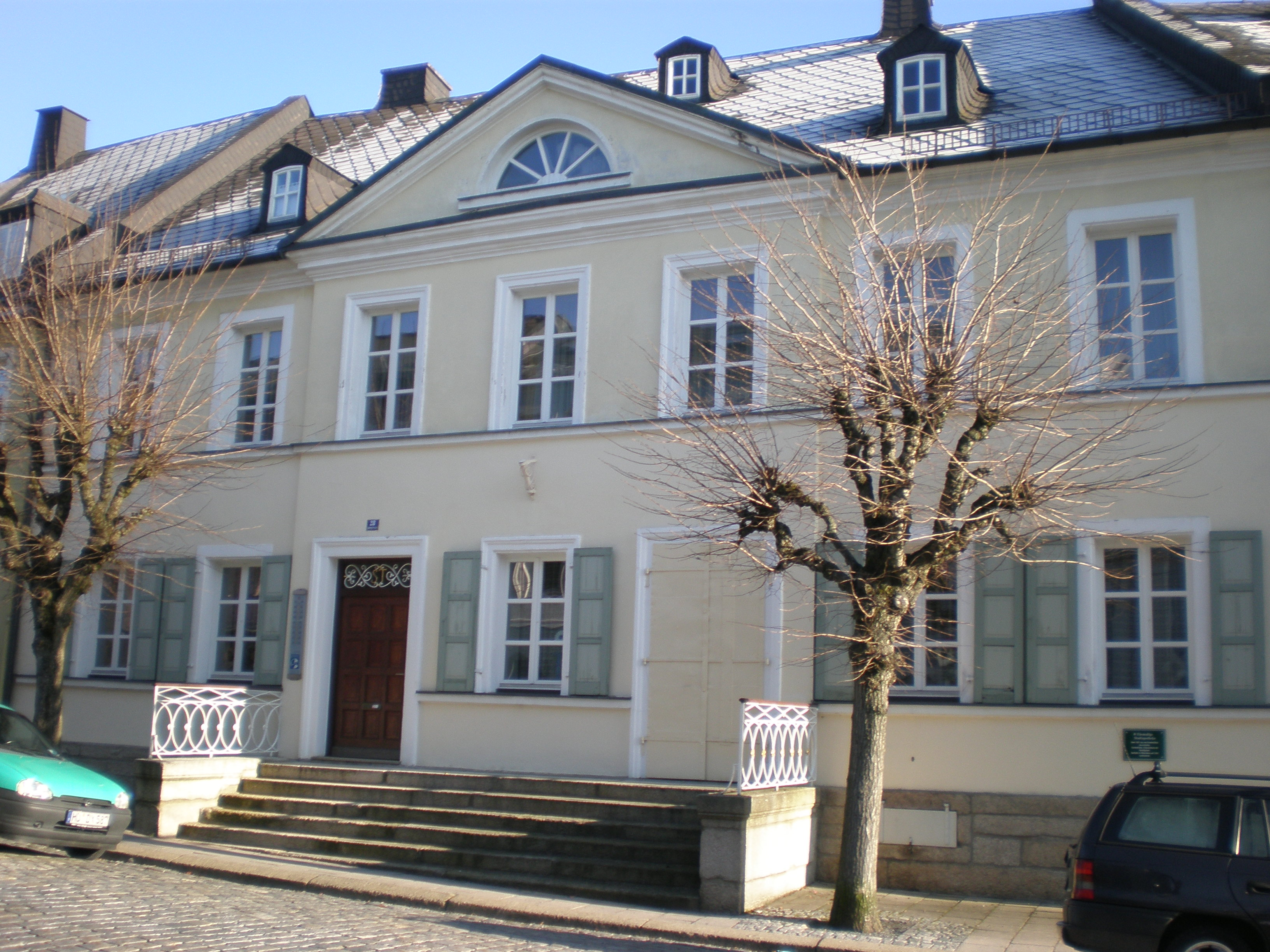
Ehemalige Stadtapotheke

Das 1840 von Simon Kraus und Peter Flessa als klassizistisches Traufseithaus im Klenze-Stil errichtete Gebäude steht auf den Grundmauern zweier älterer Häuser. Die drei mittleren der sieben Achsen bilden einen flachen Risalit. Unter den Fenstern sind Gurtbänder angebracht und im Risalit befindet sich ein halbkreisförmiges Fenster. Das Erdgeschoss hat mehrere gewölbte Räume und eine repräsentative Außentreppe. Bis zum Neubau in der Bayreuther Straße war in diesem Haus die Stadtapotheke untergebracht.

### Fabrikantenvilla

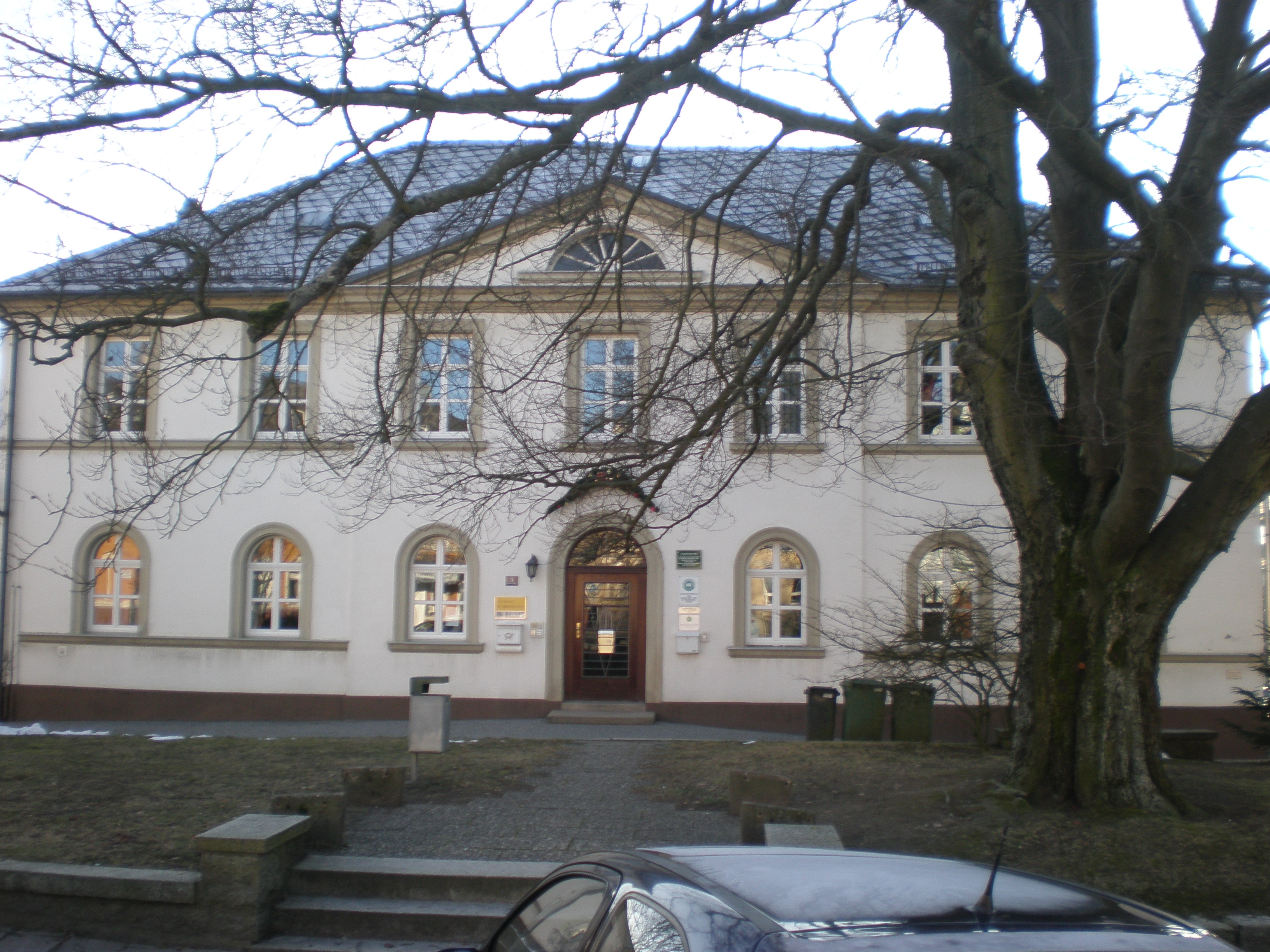
Ehemalige Stadtvilla in Münchberg

Das im 19. Jahrhundert im klassizistischen Stil errichtete Gebäude mit Walmdach und Risalitgiebel besitzt fünf zu sieben Achsen. Unter den Fenstern des zweigeschossigen Baus befinden sich Gurtbänder. Erdgeschossfenster und Portal sind rundbogig, die Fenster im Obergeschoss haben jeweils einen geraden Sturz. Im Giebel des Risalits befindet sich ein halbkreisförmiges Fenster.
Das Haus ging von der Fabrikantenfamilie Fleißner in das Eigentum der Stadt über. Dort war die Stadtsparkasse untergebracht. Von dieser Nutzung zeugt noch das Haustürgitter mit den Initialen der Stadtsparkasse Münchberg (SSM) und dem Sparkassen-Emblem, sowie der eingemauerte Tresor im Keller. Später waren in dem Gebäude verschiedene städtische Behörden, wie Stadtbauamt und Kämmerei, untergebracht, bevor es seit einiger Zeit einer privaten Nutzung zugeführt wurde.